# Le Roc-Saint-André
Le Roc-Saint-André [ləʁɔksɛ̃tɑ̃dʁe] est une ancienne commune française située dans le département du Morbihan, en région Bretagne, devenue, le 1er janvier 2016, une commune déléguée de la commune nouvelle de Val d'Oust.

## Géographie

### Situation
Le Roc-Saint-André est une ancienne commune située sur la rive droite de l'Oust, au nord des Landes de Lanvaux.

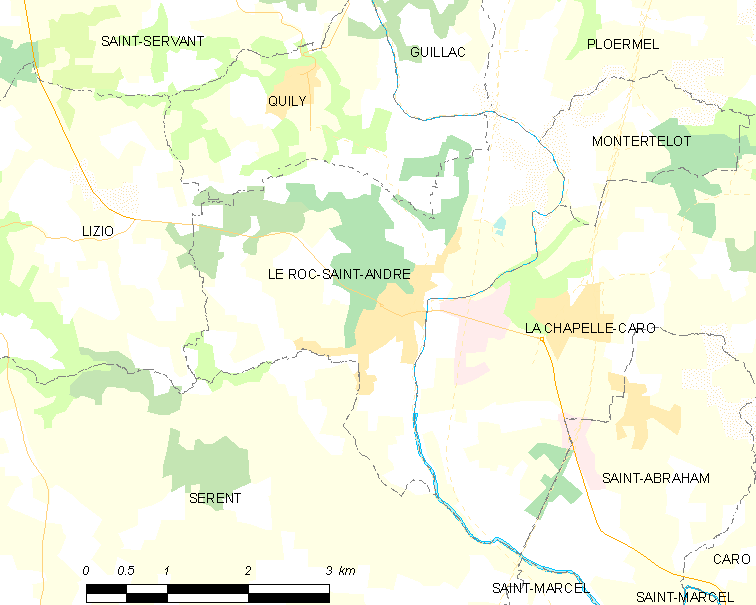
Carte de l'ancienne commune du Roc-Saint-André et des communes avoisinantes.

### Relief et hydrographie
Le finage du Roc-Saint-André est constitué de deux parties très différentes : d'une part les trois quarts ouest de cette ancienne commune sont un plateau (formé de petites collines séparées par des ruisseaux qui vont se jeter dans l'Oust) situé en moyenne entre 80 mètres et 100 mètres d'altitude, culminant même à 121 mètres à sa limite ouest là où la D4 quitte la commune, et le quart oriental, constitué par le lit majeur (zone inondable) de l'Oust, aux alentours de 25 mètres d'altitude, qui s'étend surtout dans la partie nord-est de son territoire, aux alentours de la Touche Carné, sur la rive convexe d'un large méandre de l'Oust et, avec une moindre ampleur, au sud-est de la commune, aux alentours des hameaux de la Ville aux Figlins et La Rivière. La limite entre ces deux terroirs forme un escarpement net, regardant vers l'est, d'un dénivelé de 30 à 50 mètres selon les endroits.
Le bourg du Roc-Saint-André s'est développé à un endroit où le lit majeur de l'Oust se rétrécit côté rive droite jusqu'à quasiment disparaître, ce qui en a fait un lieu de franchissement privilégié de l'Oust (voie romaine, route royale, avec halte de la poste aux chevaux), ainsi qu'un promontoire d'une quinzaine de mètres dominant l'Oust et qui porte notamment l'église paroissiale.
Le Ruisseau de Tromeur, affluent de rive droite de l'Oust, sert de limite sud de la commune avec Sérent, sauf dans sa partie aval où le territoire communal du Roc-Saint-André (et désormais de la commune nouvelle du Val d'Oust) déborde sur sa rive gauche.
Le lit majeur de l'Oust, dans la partie nord-est du finage du Roc-Saint-André, est parsemé de nombreux plans d'eau épars, constitués par d'anciennes gravières.

### Géologie
Le gisement stannifère de la Villeder est décrit en détail dans un article publié en 1912.

### Transports
Le Roc-Saint-André a disposé d'une gare, située en fait sur le territoire de la commune voisine de La Chapelle, sur la ligne ferroviaire allant de Questembert à Ploërmel (ligne ouverte en 1881, fermée au trafic voyageur en 1946 et au trafic marchandises en 1991). Cette ancienne ligne ferroviaire est désormais reconvertie en voie verte.

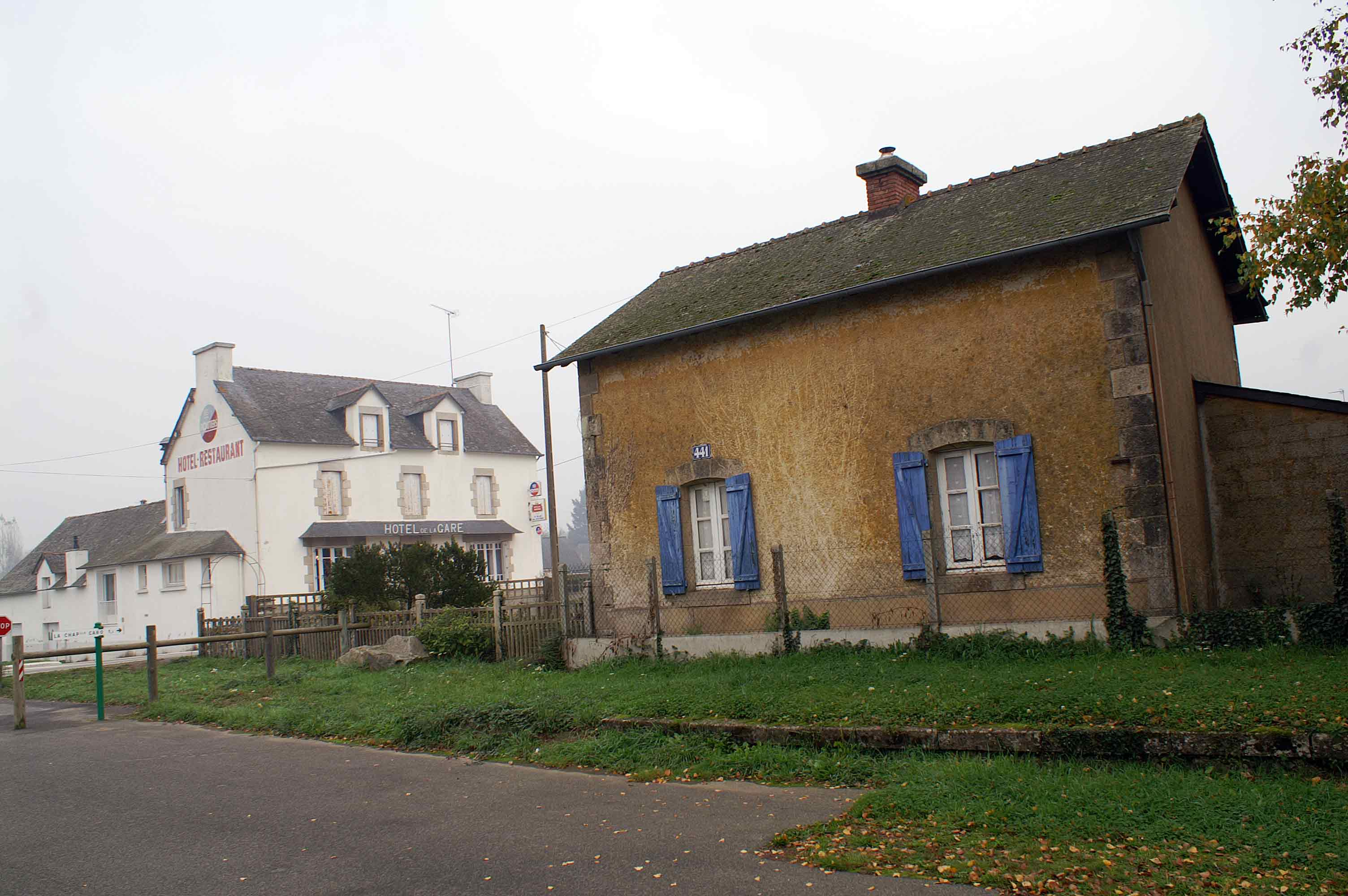
La maison du garde-barrière près de l'ancienne gare disparue de Roc-La Chapelle.
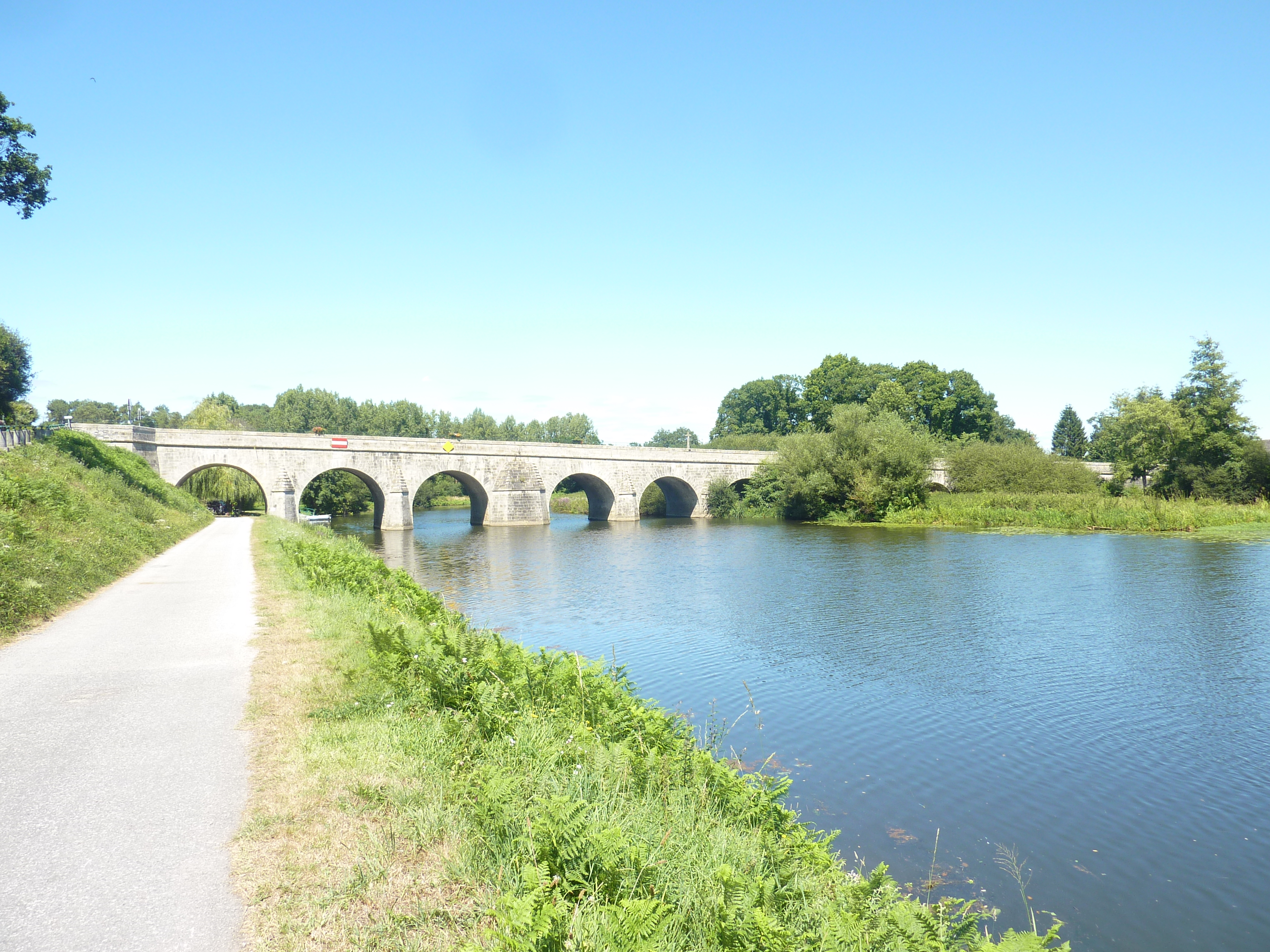
Le Roc-Saint-André ː le pont de pierre sur l'Oust vu du chemin de halage (il date de 1760).

Le Roc-Saint-André était traversée par l'ancienne Route nationale 166, allant de Vannes à Ploërmel, qui franchit l'Oust sur un pont de pierre construit en 1760, désormais devenue la D 766a qui, en direction du sud-ouest se dirige vers Sérent et, vers l'est en direction de la nouvelle Route nationale 166, aménagée en voie expresse, à laquelle est elle reliée par deux échangeurs, mais cette route et les échangeurs sont situés sur l'ancienne commune de La Chapelle-Caro.
La D 4 relie, en direction du nord-ouest, Le Roc-Saint-André à Josselin.
L'Oust canalisé (Canal de Nantes à Brest) n'est plus très utilisé, mais reste accessible à la navigation touristique.

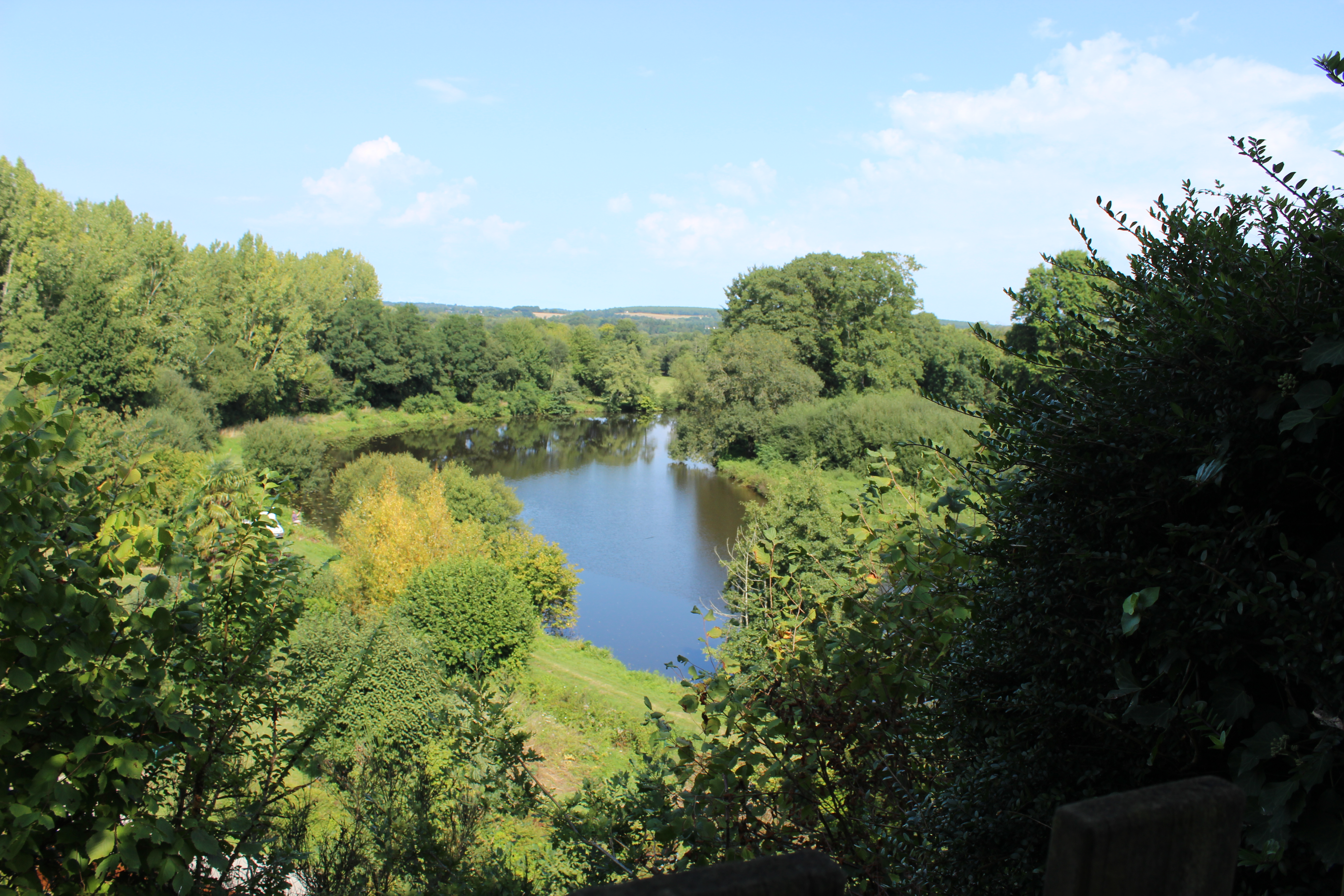
L'Oust au Roc-Saint-André.
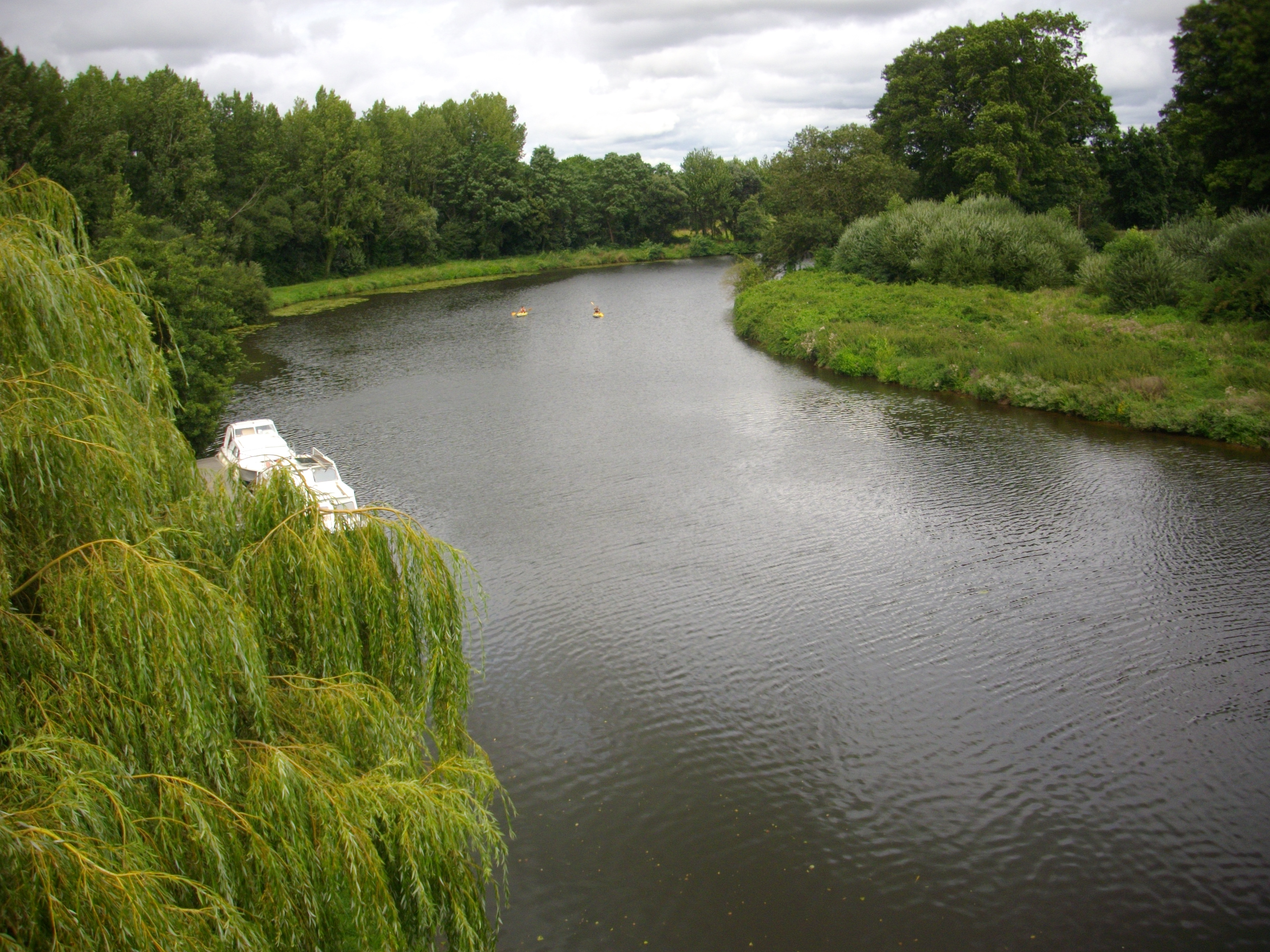
Le canal de Nantes à Brest au Roc-Saint-André.
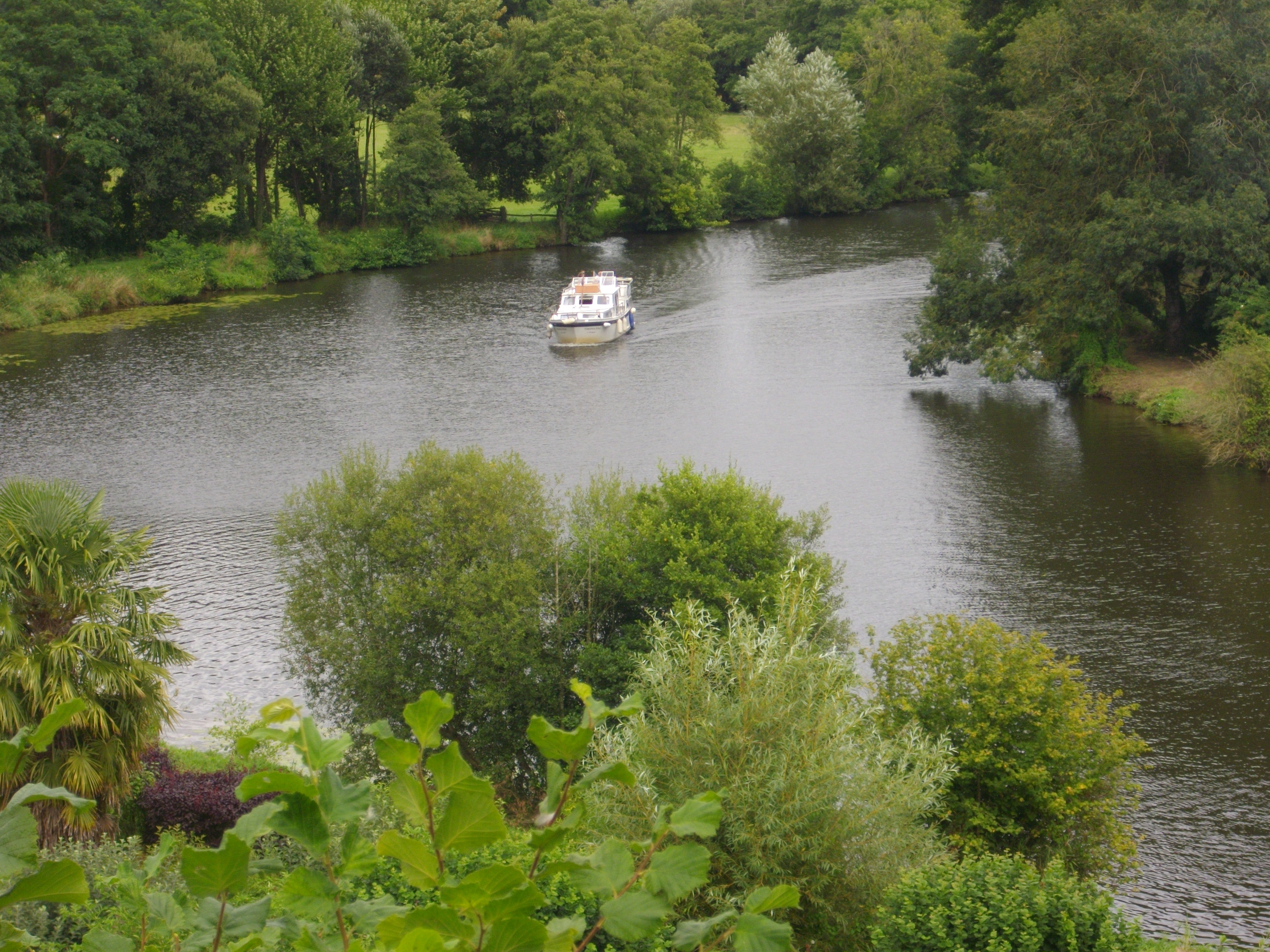
Le canal de Nantes à Brest au Roc-Saint-André.
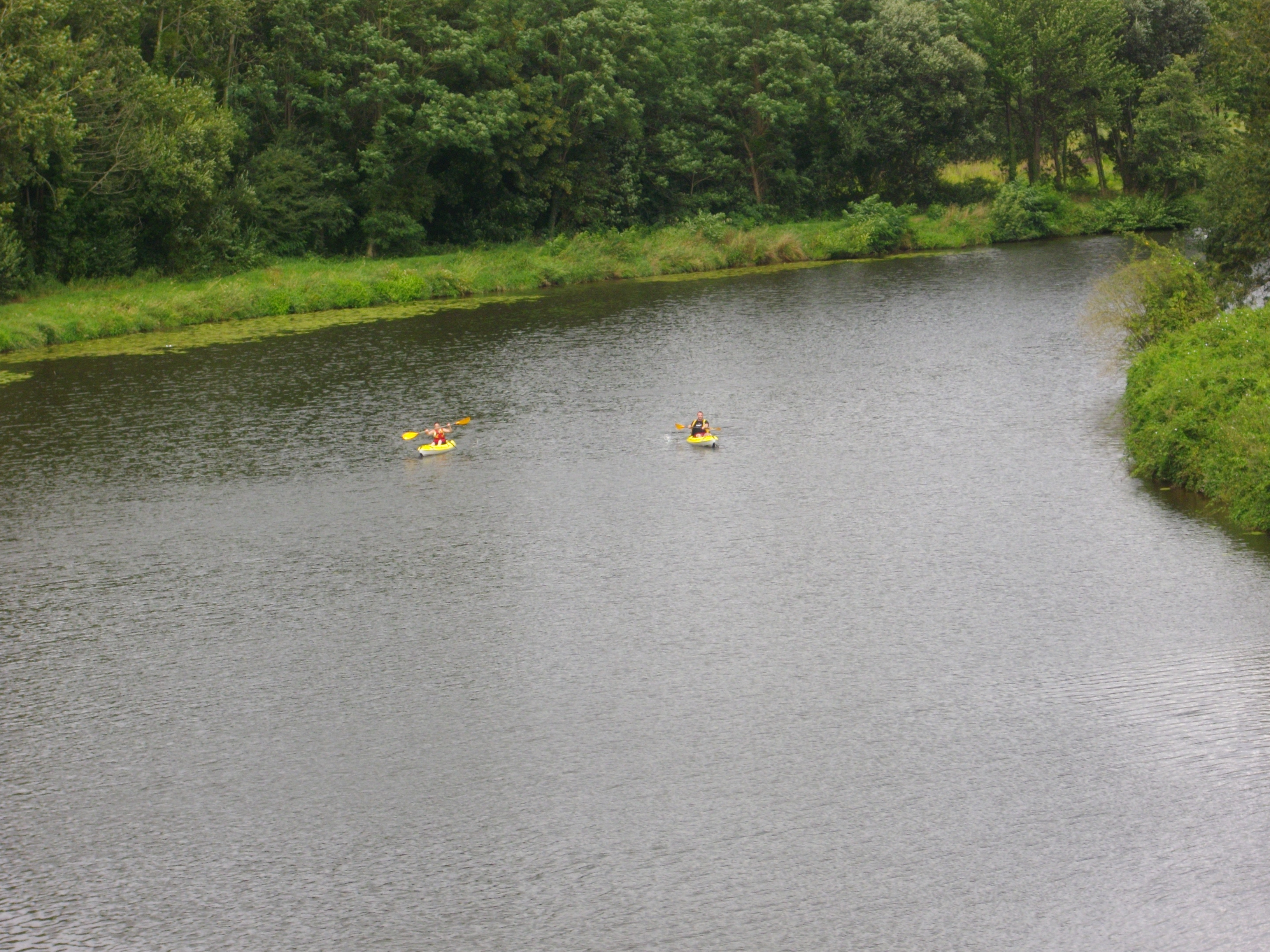
Le canal de Nantes à Brest au Roc-Saint-André, kayakistes.
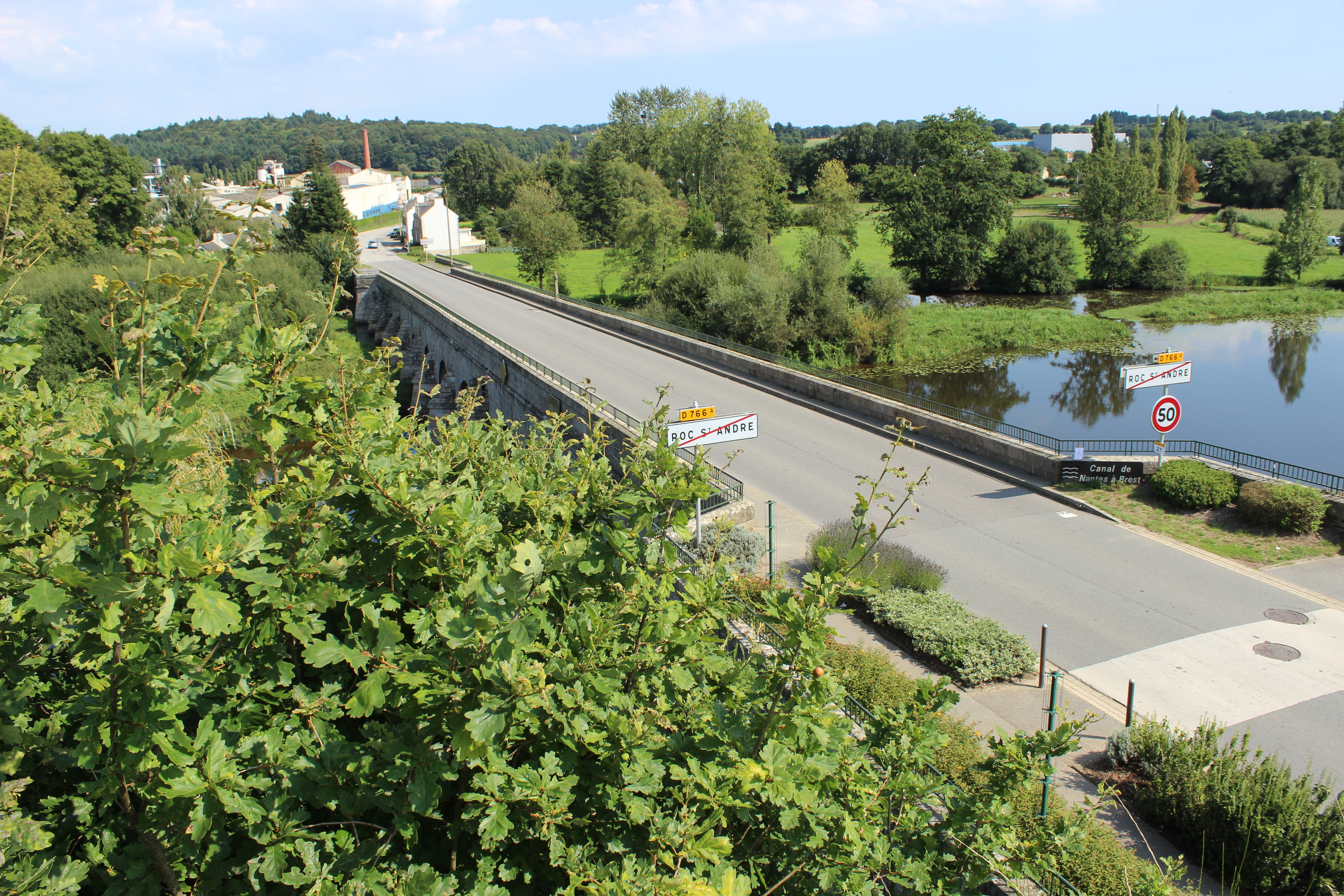
Le pont sur l'Oust.

## Toponymie
Le nom de la localité est attesté sous la forme Le Rotz en 1427 (une chapelle porte alors ce nom).
La prononciation gallèse est « Le Rô », ˈr̀oxsanta ̃nˈdre en breton.
Le Roc-Saint-André, en breton Roz-Sant-Andrev, est le nom d'une chapelle, la chapelle du Roz construite sur un roc dédié à saint André.
De nombreux lieux-dits de la commune sont précédés du préfixe "ville" et non du préfixe breton ker ; bien que situé en région de tradition bretonnante, cela signifie qu'on y parle depuis longtemps le français.

## Histoire
Ce territoire était un démembrement de la paroisse de Sérent, qui est devenu une trève de cette paroisse en 1608 sous le nom de Saint-André-du-Roc. Il n'a été érigé en commune que tardivement, en 1790, sous le nom de Pont-du-Roc, et en paroisse en 1802 (à la suite du Concordat). La commune prend le nom de Roc-Saint-André par arrêté préfectoral du 21 mai 1951.

### Antiquité
« Au sud du moulin de la Villeder on trouve les traces d'un retranchement attribué aux Romains. Ce qui est certain, c'est que les environs présentent de nombreux fragments de briques romaines (..). À une petite distance de ce camp est une ferme qui porte encore le nom significatif de "la Grée aux Romains" » écrivent A. Marteville et P. Varin en 1853.
Les filons d'étain de la Villeder ont été exploités dès la Préhistoire et l'époque gallo-romaine.

### Temps modernes

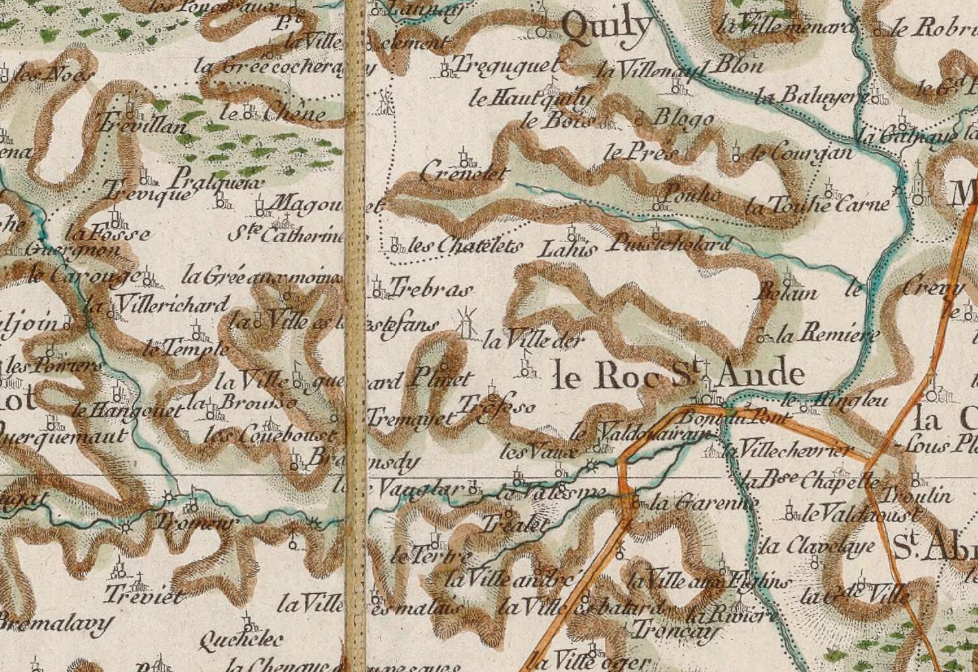
Carte de Cassini du Roc-Saint-André [Roc Saint-Ande] (1789).

Vers 1760, le duc d'Aiguillon, gouverneur de la Bretagne, décide de remplacer le pont de bois qui enjambe alors l'Oust au niveau du château du Crévy, par un pont en pierre constitué de treize arches qu'il place en amont du pont antérieur. Ce pont de pierre fut remanié dans la première moitié du XIXe siècle pour permettre le passage du Canal de Nantes à Brest.

### Révolution française
Roc-Saint-André est érigé en commune en 1790 et rattachée au canton de Sérent en 1793, avant d'être rattachée au canton de Malestroit en 1801, année où la commune est nommée "Le Roc-Saint-André".

### LeXIXesiècle

#### Le Roc-Saint-André vers le milieu duXIXesiècle
A. Marteville et P. Varin, continuateurs d'Ogée, décrivent ainsi Le Roc Saint-André en 1853 :

« Roc-Saint-André: commune formée d'une ancienne trève de la paroisse de Sérent. (..) Principaux villages : la Touche-Carné, Bolin, Plinet, la Ville-Der, la Villebily, Tréfosse, les Vanx, la Ville-Néant, la Ville-Chenier, la Garenne, la Ville-aux-Fahins. Superficie totale : 993 hectares 6 ares, dont (..) terres labourables 407 ha, prés et pâturages 174 ha, vergers et jardins 24 ha, bois 46 ha, châtaigneraies 18 ha, landes et incultes 279 ha (..). Moulins : 3 (de la Villeder, de la Garenne, à vent ; de Poulho, à eau). Le village de Roc-Saint-André est très pittoresquement situé sur un escarpement de la rive droite de l'Oust, à l'endroit où la route de Rennes à Vannestraverse cette rivière sur un beau pont en pierre, de treize arches, construit au milieu du siècle dernier (1760). Tout ce territoire est montueux et très accidenté. La majeure partie, sous le rapport des cultures, s'étend sur les bords du canal d'Oust (ou rivière), près des villages de Bolin et de La Touche-Carné. L'ouest et le nord sont très médiocres. L'on remarque (..) le château de la Villeder, propriété qu'entourent de beaux taillis et la Touche-Carné, ancienne châtellenie, aujourd'hui maison de ferme. On y voit une tour crénelée qui remonte probablement au XIVe siècle. (..) On parle le français [en fait le gallo]. Géologie : schiste talqueux ; on a trouvé à la Villeder des traces de minerai d'étain ; granite à l'ouest. »

En 1854 la commune du Roc-Saint-André, ainsi que de nombreuses communes des alentours, est ravagée par une épidémie de dysenterie.

#### La mine d'étain de la Villeder

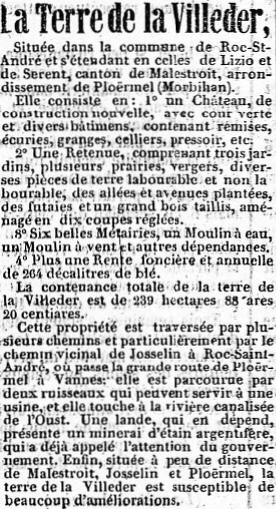
Annonce de la mise en vente de la propriété de la Villeder en 1843 (journal La Presse).

La mine d'étain de la Villeder est réouverte à partir de 1853. Elle avait déjà été exploitée du temps des Celtes et des Romains. Redécouvert en 1834, le gisement est d'abord exploité à ciel ouvert, en carrière, par la Compagnie minière du Morbihan. Le premier lingot d'étain provenant de la Villeder et fondu dans une fonderie française est offert au préfet du Morbihan le 14 mars 1860.

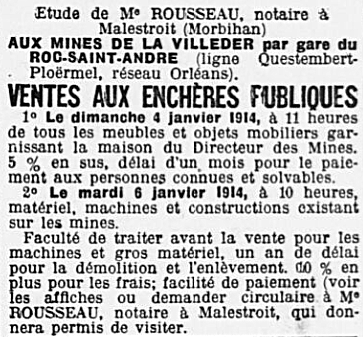
Annonce de mise en vente de biens de la mine d'étain de Villeder (journal L'Ouest-Éclair du 18 décembre 1913).

La "Société des Mines d'étain de Villeder", sise à Ploërmel, est constituée en novembre 1880 pour racheter les mines mises en vente en 1879 par la Compagnie minière du Morbihan à la suite de difficultés financières. Remises en vente en 1887, les mines de la Villeder sont rachetées en 1889 par un groupe financier parisien. En 1891 la revue "La Finance pratique" écrit que depuis 3 ans la Villeder « fait l'objet de travaux de recherches qui n'aboutissent à rien, qu'entretenir l'espérance. Un état-major assez complet, directeur, ingénieurs, est employé à surveiller les nombreux ouvriers sui passent leur temps à approfondir les parois de la mine. Plus ils creusent, plus ils trouvent la même chose : l'eau. S'il n'y a pas de minerai, il est incontestable qu'il existe des infiltrations, et qu'elles renaissent plus importantes chaque jour ». La "Compagnie des mines de la Villeder" est déclarée dissoute par le tribunal de la Seine le 30 juin 1892, les mines de la Villeder sont rachetées en 1889 par un groupe financier parisien. En 1891 la revue "La Finance pratique" écrit que depuis 3 ans la Villeder « fait l'objet de travaux de recherches qui n'aboutissent à rien, qu'entretenir l'espérance. Un état-major assez complet, directeur, ingénieurs, est employé à surveiller les nombreux ouvriers sui passent leur temps à approfondir les parois de la mine. Plus ils creusent, plus ils trouvent la même chose : l'eau. S'il n'y a pas de minerai, il est incontestable qu'il existe des infiltrations, et qu'elles renaissent plus importantes chaque jour ». La "Compagnie des mines de la Villeder" est déclarée dissoute par le tribunal de la Seine le 30 juin 1892.
La revue "L'Écho des mines et de la métallurgie" écrit en 1911 que « lors de la dernière reprise des travaux de la mine d'étain de la Villeder (..) on a fait venir à grands frais d'Allemagne un superbe atelier de préparation mécanique et on l'a installé luxueusement. Il a coûté si cher que la Société des Mines s'était ruinée avant d'avoir pu extraire la petite quantité de minerai nécessaire à la mise en marche de la laverie.
Un tonnage appréciable de minerai fut extrait de ces mines, les puits d'extraction ne dépassant pas toutefois 200 mètres de profondeur.
La demande de renonciation à la concession des mines d'étain et autres métaux associés de la Villeder, déposée en 1914 par son propriétaire d'alors, Charles-Bernard Brull, est acceptée par un décret du Président de la République en date du 27 décembre 1916. Cette concession, vaste initialement de 17 000 hectares, datait du 19 novembre 1856, mais avait déjà été réduite par un décret du 30 octobre 1913.

### LeXXesiècle

#### La Belle Époque

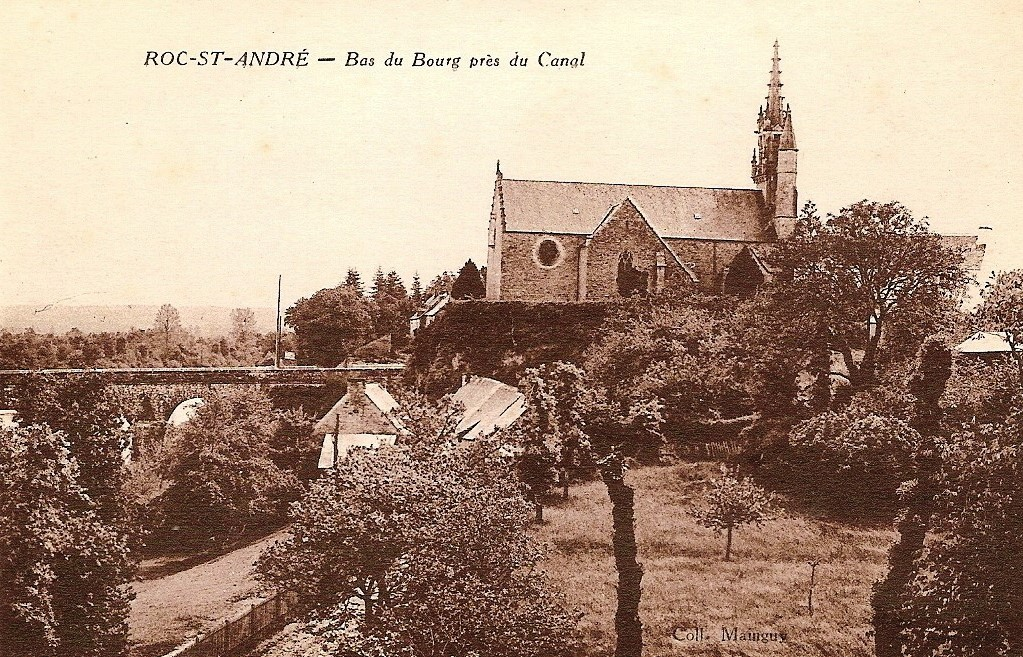
Le Roc-Saint-André ː le bas du bourg près du canal de Nantes à Brest au début du XXe siècle (carte postale).

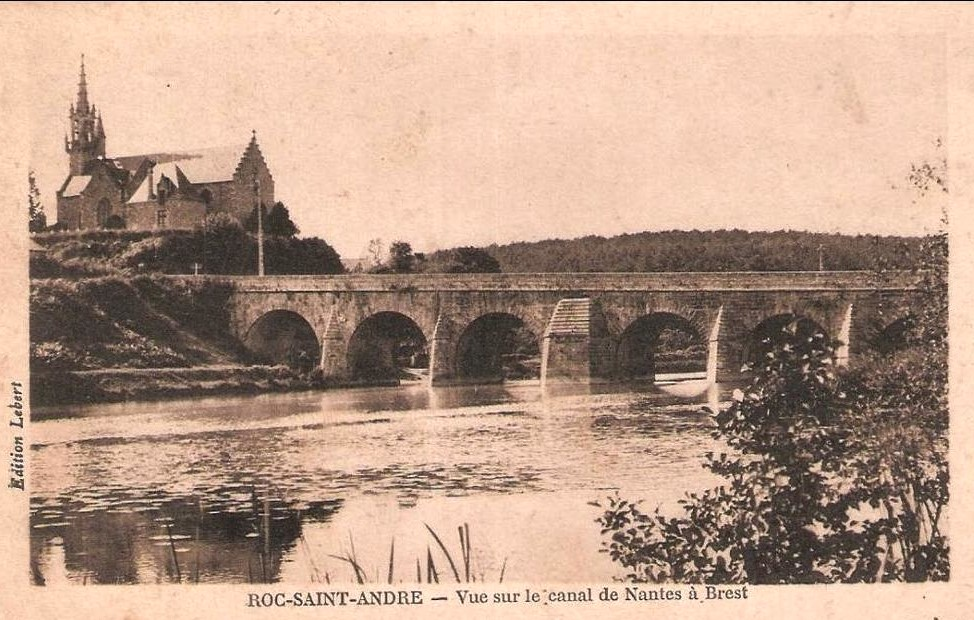
Le Roc-Saint-André ː l'Oust et l'église Saint-André au début du XXe siècle (carte postale).

Le 6 mars 1906 eut lieu l'inventaire des biens d'église de Roc-Saint-André, La Chapelle et Sérent. « L'un des vicaires de Sérent et celui de Lizio ont été arrêtés et conduits, menottes aux mains, et sous escorte, au tribunal de Ploërmel pour y être jugés le soir même ».
En 1907 le journal L'Ouest-Éclair déplore l'arriération des pratiques agricoles dans la région : « Que de landes encore, du côté de Campénéac par exemple, et comme les paysans sont routiniers par là. À Malestroit c'est pis encore ; de Saint-Marcel au Roc-Saint-André, par Sérent, de Réminiac à Monterrein, par Caro, comptez les terrains incultes, à peine plantés de maigres sapins. (..) Pourquoi alors ces progrès si lents qui paraissent nuls ? Pourquoi le sol de Sérent ou de Ménéac ne produiraient-ils pas aussi bien que celui de Bréhan ? Ces terrains sont trop maigres, dira-t-on. (..) La faute n'est pas à la terre, elle n'est pas plus au manque de bras, elle est au manque d'initiative, au manque d'influences compétentes ».

#### La Première Guerre mondiale
Le monument aux morts du Roc-Saint-André porte les noms de 27 soldats morts pour la France pendant la Première Guerre mondiale ; parmi eux deux sont morts à l'étranger (François Boiry est mort le 11 novembre 1914 à Veldhoek (Pays-Bas) et Pierre Moisan est mort de ses blessures le 28 avril 1915 à Boezinge (Belgique) ; la plupart des autres sont morts sur le sol français.

#### L'Entre-deux-guerres
En 1919 à l'école des filles les classes sont obscures, exigües et surchargées ; une cloison de carton sépare les classes, « les leçons faites dans l'une s'entendent dans les autres (...) Le matériel scolaire est dans un état de vétusté sans nom et manque en partie ».

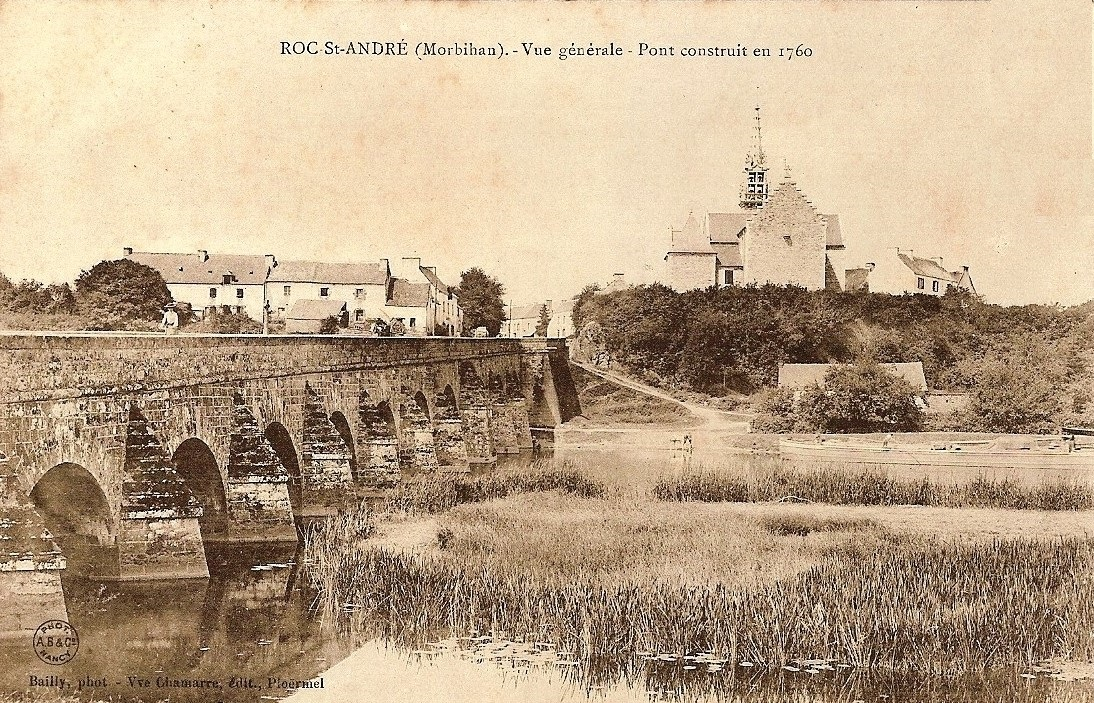
Le Roc-Saint-André ː le pont sur l'Oust datant de 1760 (carte postale).
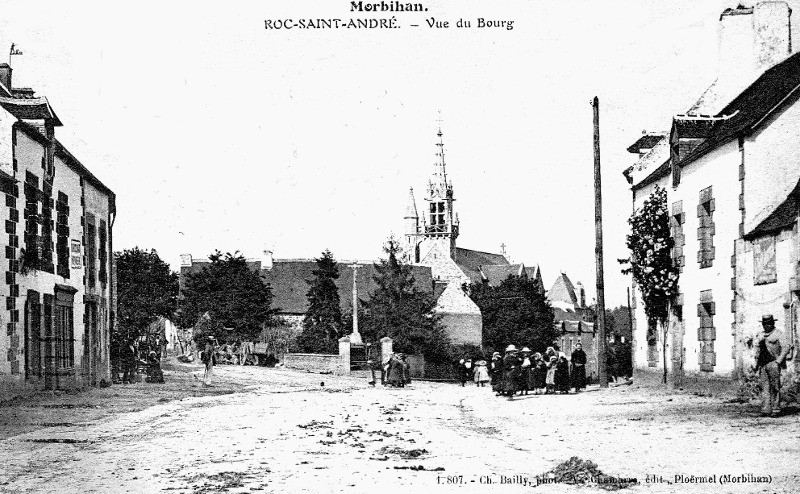
Le Roc-Saint-André ː vue du bourg vers 1925 (carte postale).
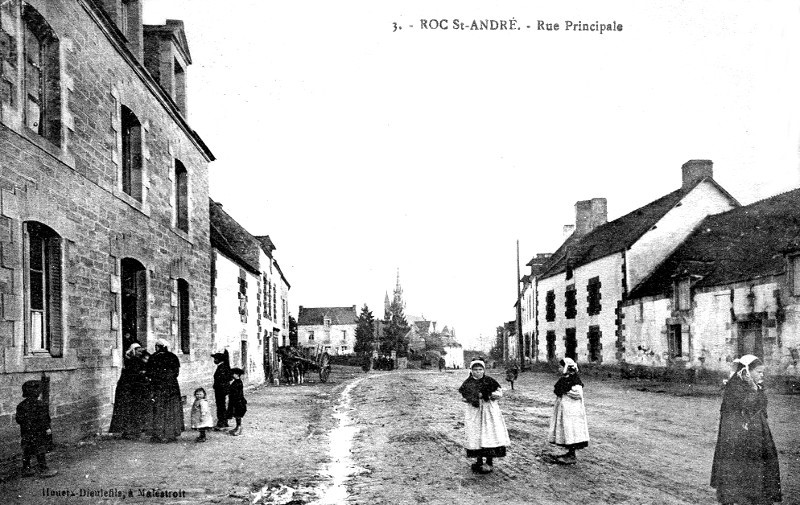
Le Roc-Saint-André ː la rue principale vers 1925 (carte postale).
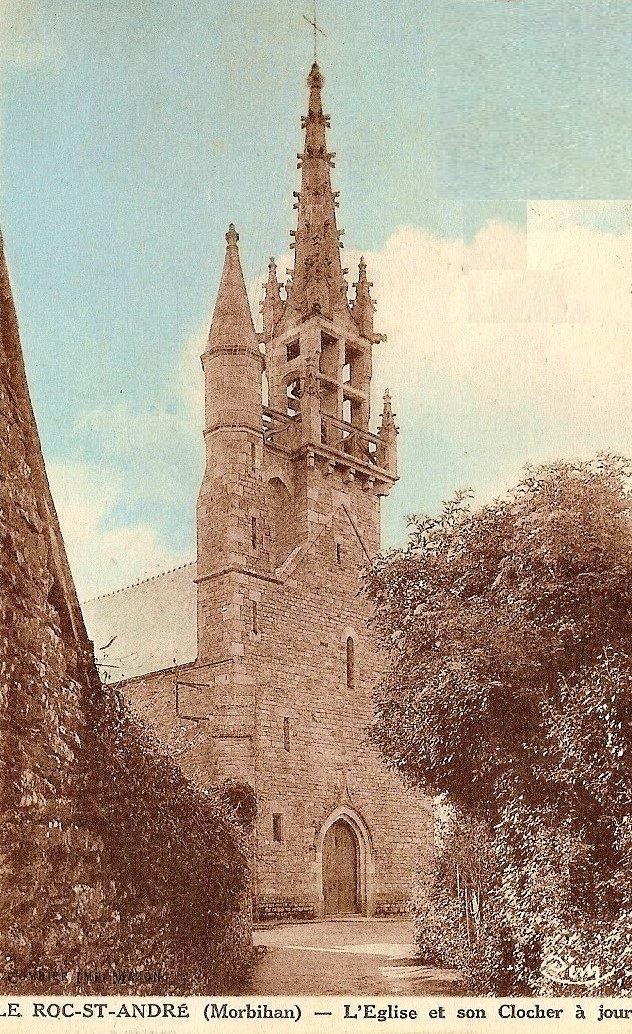
Le Roc-Saint-André ː l'église Saint-André et son clocher vers 1925 (carte postale).
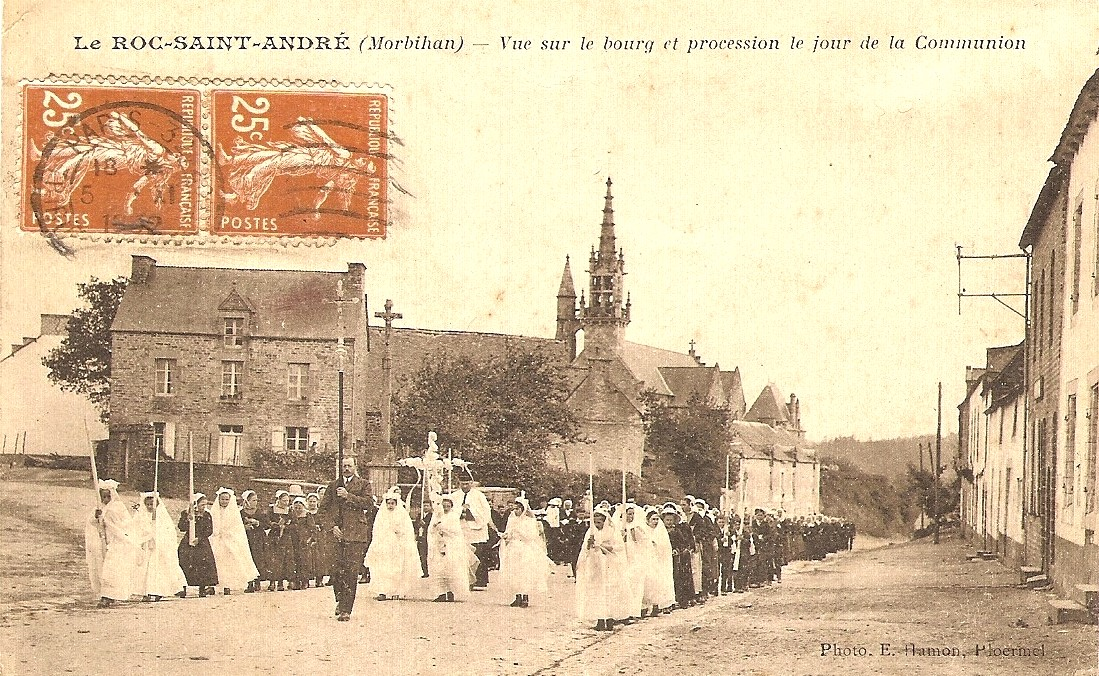
Le Roc-Saint-André ː procession le jour de la communion solennelle vers 1930 (carte postale).

#### La Seconde Guerre mondiale
Dans la nuit du 17 au 18 juin 1944, la gare étant éclairée pour l'embarquement d'un régiment de soldats allemands, des pilotes anglais de cinq avions de la Royal Air Force, voyant de la lumière et croyant qu'il s'agissait du maquis de Saint-Marcel, larguèrent par erreur, à partir de la gare et jusque dans le secteur sud du bourg, de part et d'autre de l'Oust, un nombre important de containers (probablement 120). Un groupe de parachutistes de la France libre fut aussi largué sur ce secteur. Les soldats allemands saisirent les containers et patrouillèrent à la recherche des parachutistes qui parvinrent à se cacher et à rejoindre le maquis.
Le monument aux morts du Roc-Saint-André porte les noms de 9 personnes mortes pour la France pendant la Deuxième Guerre mondiale ; parmi elles André Chevalier, soldat du 265e régiment d'infanterie, mort au printemps 1940 dans les Ardennes lors de la Campagne de France ; Louis Beurel, soldat du 15e régiment de tirailleurs sénégalais, tué le 15 juin 1944 lors du débarquement allié à l'Île d'Elbe.

#### L'après Seconde Guerre mondiale

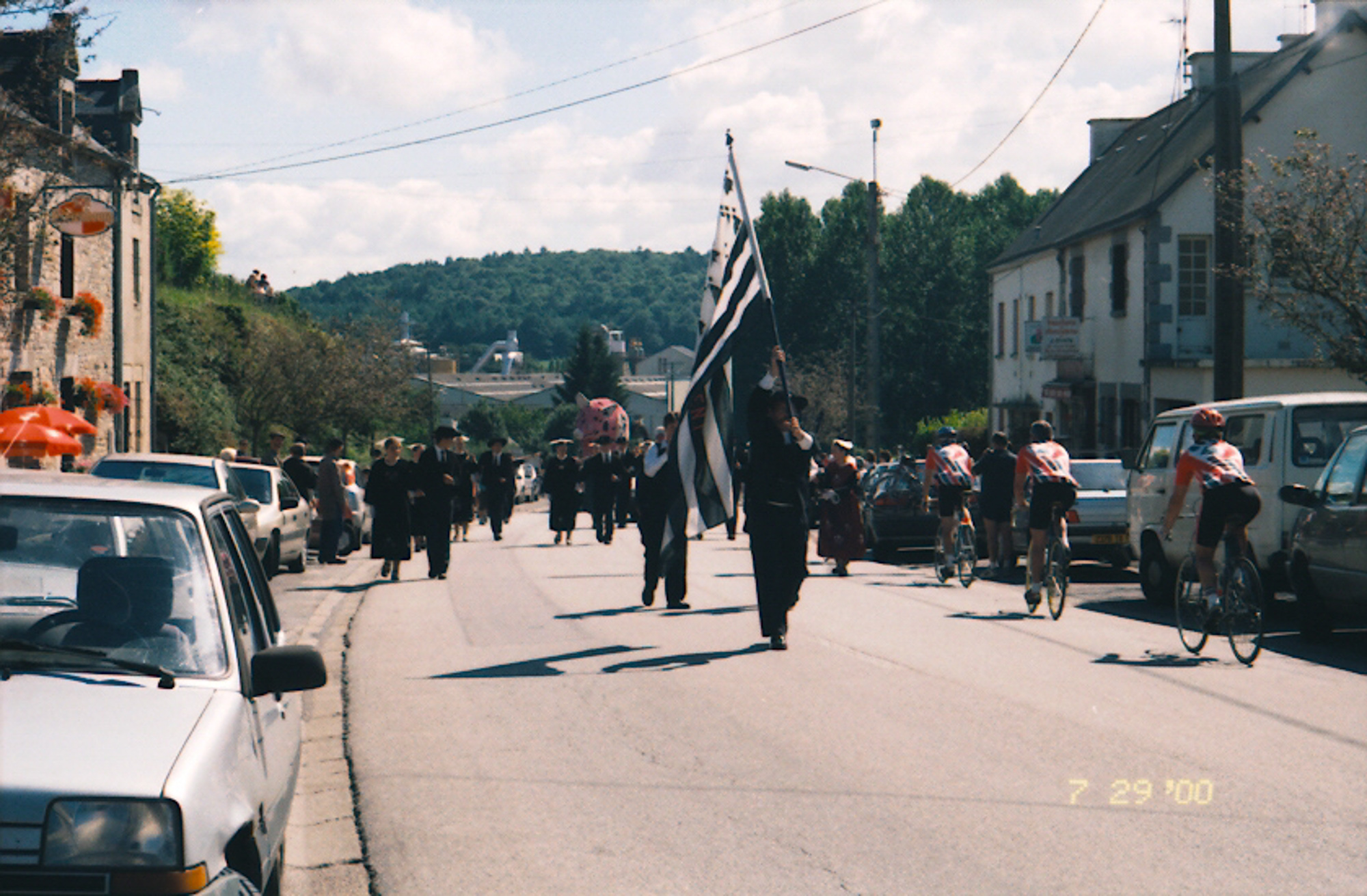
Pardon de Roc-Saint-André : la procession religieuse.
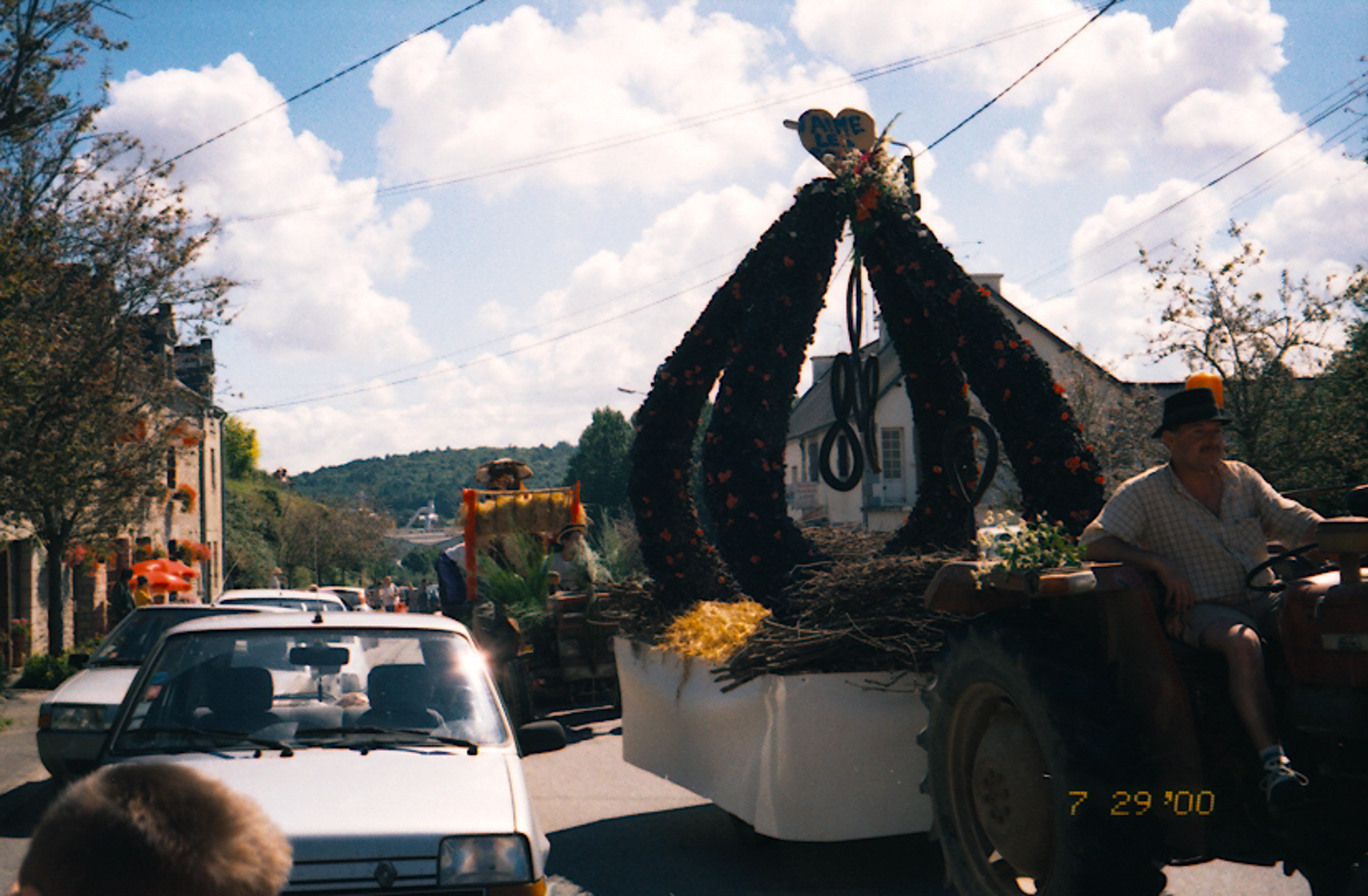
Pardon de Roc-Saint-André : défilé de chars.
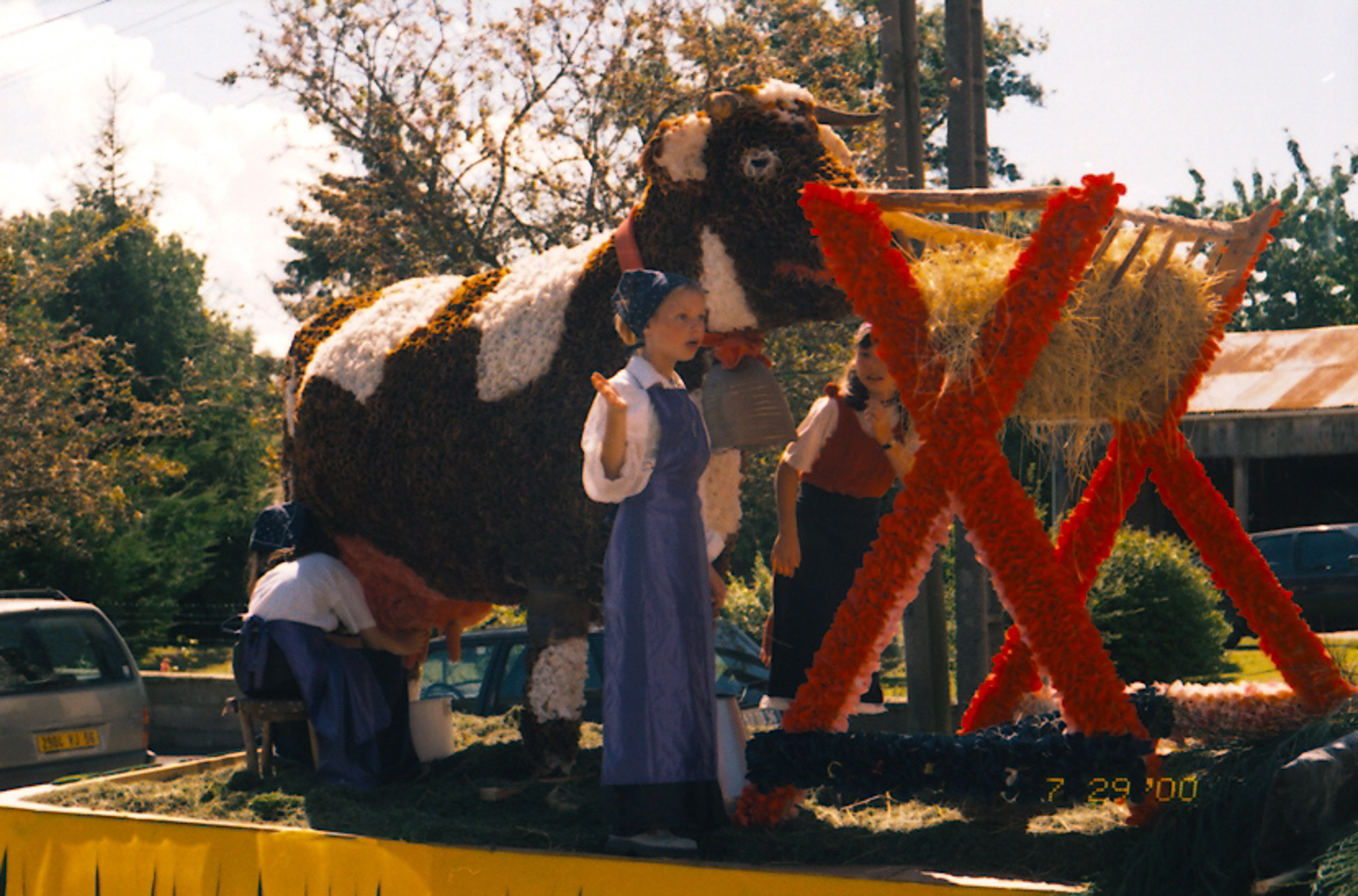
Pardon de Roc-Saint-André : défilé de chars.

### LeXXIesiècle

#### La création de la commune nouvelle du Val d'Oust
Le Roc-Saint-André fusionne avec les communes de La Chapelle-Caro et Quily au sein de la commune nouvelle de Val-d'Oust le 1er janvier 2016. Les trois conseils municipaux ont voté la fusion avec seulement deux abstentions et deux votes blancs sur 41 votants.
La commune nouvelle du Val d'Oust n'atteint à sa création que 2.693 habitants. Le maire de la Chapelle-Caro, Michel Guégan, qui fut le fondateur de la première communauté de communes en France, n'a pas dû se forcer pour chercher l'union des trois communes qui se sont regroupées. Un nom fédérateur a été trouvé pour la commune nouvelle.
Michel Guégan avait été à l'origine d'un premier projet de regroupement en 2013 qui concernait les trois communes de La Chapelle-Caro, Saint-Abraham et Le Roc-Saint-André (ces trois communes étaient déjà associées depuis 1999 dans le cadre d'un Sivu de l'école publique Pablo-Picasso, un regroupement pédagogique intercommunal), expliquant « qu'il n'y aurait plus besoin que d'un secrétaire de mairie au lieu de trois, et l'échelle des 2 500 habitants permettrait à la commune nouvelle de s'équiper d'un matériel d'une autre ampleur que celui utilisé par les trois petites entités ». Mais ce projet avait échoué en 2014.

## Blasonnement
|  | Les armoiries de Le Roc-Saint-André se blasonnent ainsi : Parti d’argent chargé d’un casque de mineur au naturel accompagné en chef d’une pelle (en fasce) sénestrée (le fer à senestre) et en pointe d’un pic (aussi en fasce, le fer à dextre) adextré, le tout de sable, emmanché au naturel ; et de gueules à la croix de Saint André d’or ; à la champagne d’azur chargée d’un pont (isolé) à trois arches d’argent maçonné de sable ; au chef (retrait) d’hermine. Conc. O Delière. |

## Politique et administration
| Période                                  | Période          | Identité               | Étiquette      | Qualité                                                             |
| ---------------------------------------- | ---------------- | ---------------------- | -------------- | ------------------------------------------------------------------- |
| 1801                                     | 1813             | Julien Amisse          |                | Marchand épicier, Laboureur, Fermier.                               |
| 1813                                     | 1815             | Victor Noblet.         |                | Notaire.                                                            |
| 1815                                     | 1819             | Casimir de La Fruglaye |                | Officier.                                                           |
| 1820                                     | 1825             | Pierre Druais          |                | Meunier.                                                            |
| 1825                                     | 1830             | Jean-Marie Chevalier   |                | Laboureur                                                           |
| 1830                                     | 1848             | Jean-Marie Drouino     |                | Maître de poste.                                                    |
| 1848                                     | 1869             | Jean-Marie Chevalier   |                | Déjà maire entre 1825 et 1830.                                      |
| 1869                                     | 1871             | Joseph Le Gal          |                | Laboureur.                                                          |
| 1871                                     | 1871             | Jean Giquel            |                |                                                                     |
| 1871                                     | 1874             | Alexis Gicquel.        |                | Laboureur. Adjoint faisant fonction de maire entre 1870 et 1874.    |
| 1874                                     | 1884             | Julien Desbois.        |                | Laboureur.                                                          |
| 1884                                     | 1889             | Raoul du Boisbaudry    |                | Officier de cavalerie.                                              |
| 1889                                     | 1898             | Alfred du Boisbaudry   |                | Baron. Propriétaire. Frère de Raoul de Boisbaudry, maire précédent. |
| 1898                                     | 1924             | Mathurin Legal         |                | Laboureur.                                                          |
| 1924                                     | après 1936       | Mathurin Josse         |                |                                                                     |
|                                          |                  |                        |                |                                                                     |
| mars 2001                                | mars 2014        | Joseph Le Gal          | DVD            | Conseiller général.                                                 |
| mars 2014                                | 31 décembre 2015 | Thierry Huiban         | Sans étiquette |                                                                     |
| Les données manquantes sont à compléter. |                  |                        |                |                                                                     |

La création de la commune nouvelle de Val d'Oust entraîne la création d'une commune déléguée gérée par un maire délégué :
| Période                                  | Période  | Identité                                                                                              | Étiquette | Qualité |
| ---------------------------------------- | -------- | --- | --------- | ------- |
| 1er janvier 2016                         | En cours | Thierry Huiban par dérogation du 1er au 10 janvier confirmé par délibération municipale le 10 janvier | -         |         |
| Les données manquantes sont à compléter. |          | |           |         |

## Démographie
L'évolution du nombre d'habitants est connue à travers les recensements de la population effectués dans la commune depuis 1793. À partir du 1er janvier 2009, les populations légales des communes sont publiées annuellement dans le cadre d'un recensement qui repose désormais sur une collecte d'information annuelle, concernant successivement tous les territoires communaux au cours d'une période de cinq ans. 
Pour les communes de moins de 10 000 habitants, une enquête de recensement portant sur toute la population est réalisée tous les cinq ans, les populations légales des années intermédiaires étant quant à elles estimées par interpolation ou extrapolation. Pour la commune, le premier recensement exhaustif entrant dans le cadre du nouveau dispositif a été réalisé en 2006,.
En 2013, la commune comptait 928 habitants, en évolution de +0,65 % par rapport à 2008 (Morbihan : +3,47 %, France hors Mayotte : +2,49 %).
| 1793 | 1800 | 1806 | 1821 | 1831 | 1836 | 1841 | 1846 | 1851 |
| ---- | ---- | ---- | ---- | ---- | ---- | ---- | ---- | ---- |
| 700  | 743  | 681  | 688  | 676  | 706  | 628  | 656  | 692  |

| 1856 | 1861 | 1866 | 1872 | 1876 | 1881 | 1886 | 1891 | 1896 |
| ---- | ---- | ---- | ---- | ---- | ---- | ---- | ---- | ---- |
| 720  | 805  | 776  | 731  | 747  | 785  | 951  | 851  | 763  |

| 1901 | 1906 | 1911 | 1921 | 1926 | 1931 | 1936 | 1946 | 1954 |
| ---- | ---- | ---- | ---- | ---- | ---- | ---- | ---- | ---- |
| 731  | 734  | 754  | 715  | 721  | 731  | 694  | 721  | 704  |

| 1962 | 1968 | 1975 | 1982 | 1990 | 1999 | 2006 | 2011 | 2013 |
| ---- | ---- | ---- | ---- | ---- | ---- | ---- | ---- | ---- |
| 717  | 702  | 736  | 793  | 836  | 861  | 913  | 941  | 928  |

## Enseignement
- École publique Pablo Picasso (située à La Chapelle-Caro, mais dans le cadre d'un RPI regroupant Saint-Abraham, La Chapelle-Caro et Le Roc-Saint-André géré par un SIVU, désormais dénommé "Syndicat intercommunal à vocation unique pour l'école publique de Val d'Oust - Saint-Abraham".
- École privée Sainte Jeanne de Valois (située au Roc-Saint-André) ; 121 élèves en 2024.

## Économie
- La brasserie Lancelot.

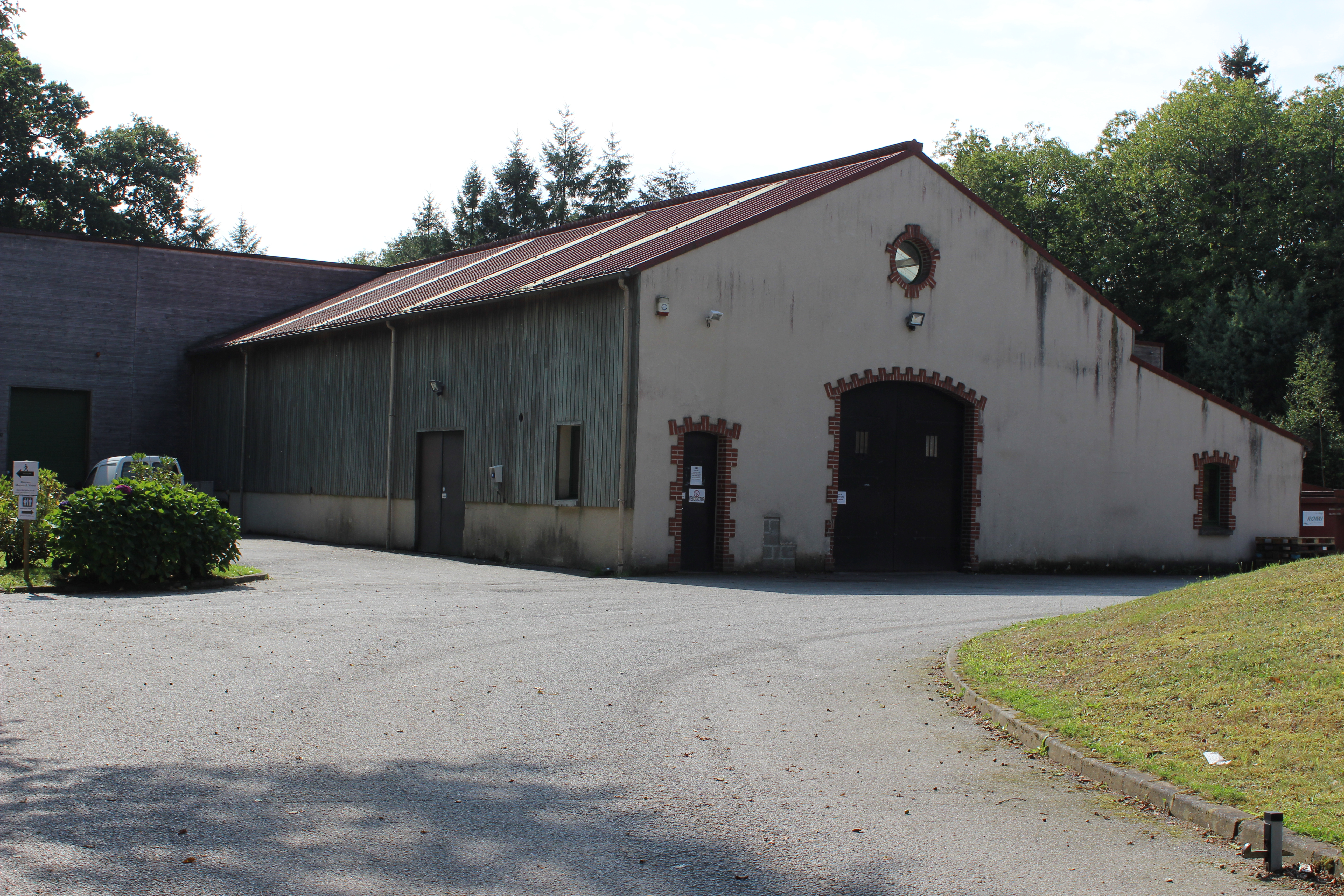
Le bâtiment de la brasserie Lancelot.

## Lieux et monuments
- le château de la Ville Der [ou Villeder] (XVIIe siècle, XVIIIe siècle et XIXe siècle) ; il disposait du droit de haute justice sous l'Ancien Régime ; inscrit au titre des monuments historiques par arrêté du 4 juin 2007[36] ;

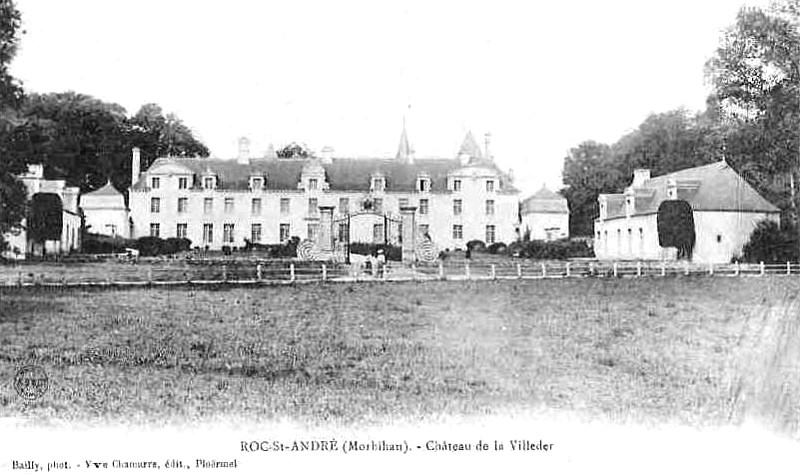
Le Roc-Saint-André ː le château de la Villeder vers 1925 (carte postale).
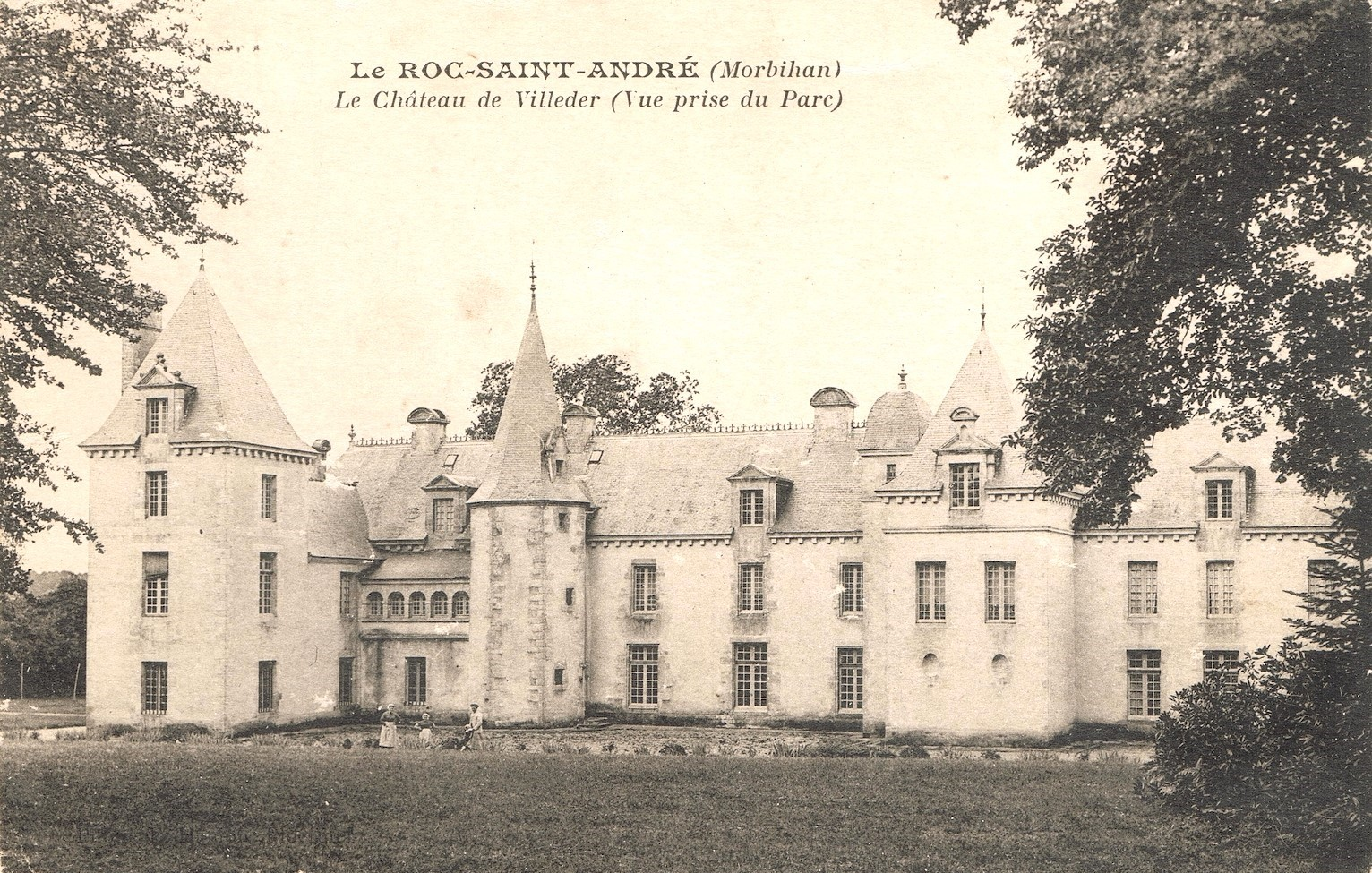
Le Roc-Saint-André ː le château de la Villeder vers 1930 (carte postale).
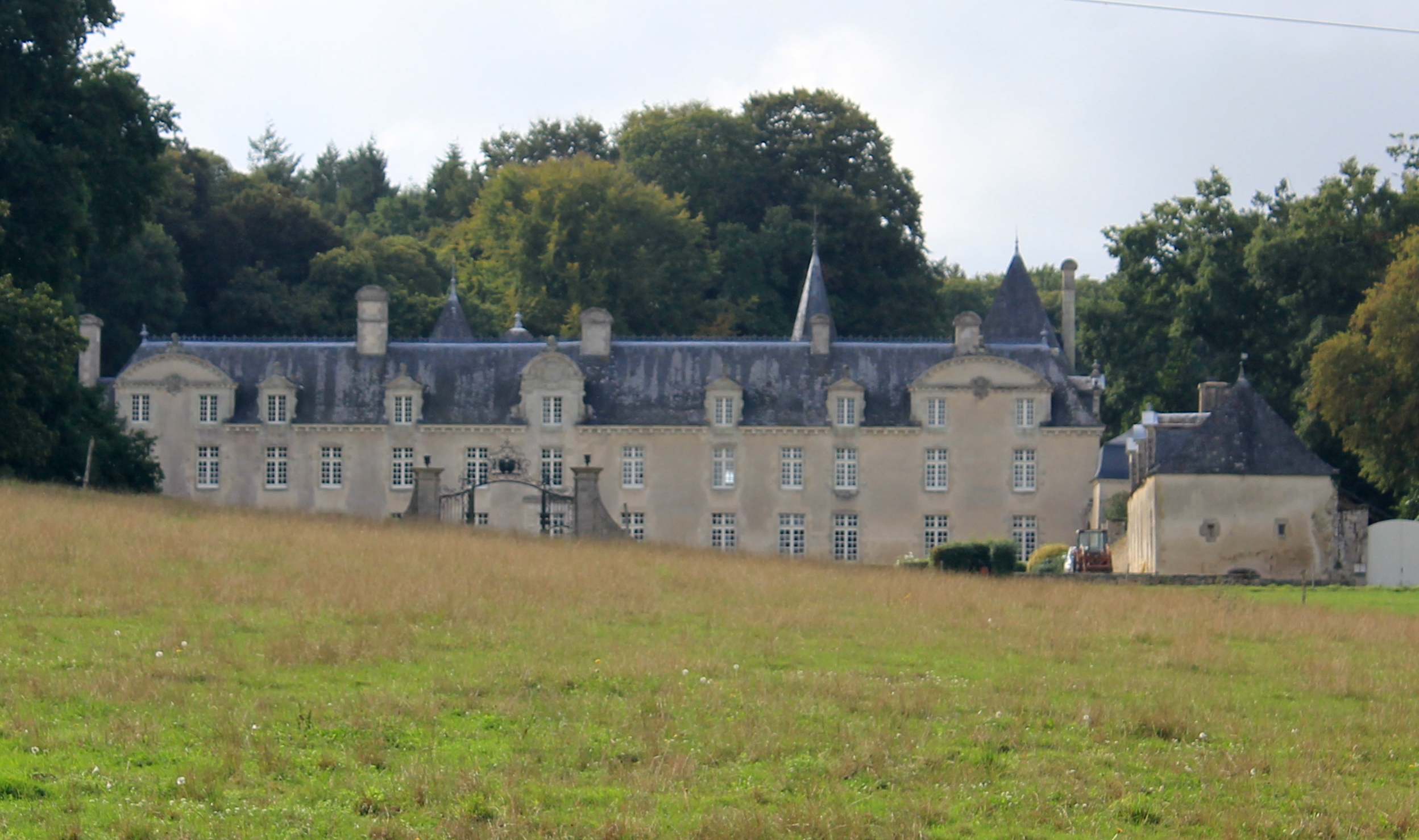
Château de la Ville Der : vue d'ensemble.

- l'église Saint-André : construite entre 1901 et 1903 à l'initiative de l'abbé Pirio par l'architecte Arthur Regnault, elle a remplacé l'ancienne église tréviale qui datait du XVIe siècle, abattue en raison de sa vétusté ; l'église actuelle, construite en matériaux locaux (petits moellons de granite et de schiste, des pierres de taille de granite),qui domine un promontoire rocheux surplombant l'Oust, est de style néo-gothique avec un haut clocher de style cornouaillais[37]. L'église présente un mobilier liturgique répertorié : calice[38], ostensoir[39], encensoir[40], ciboire, chaire à prêcher, etc[41]..

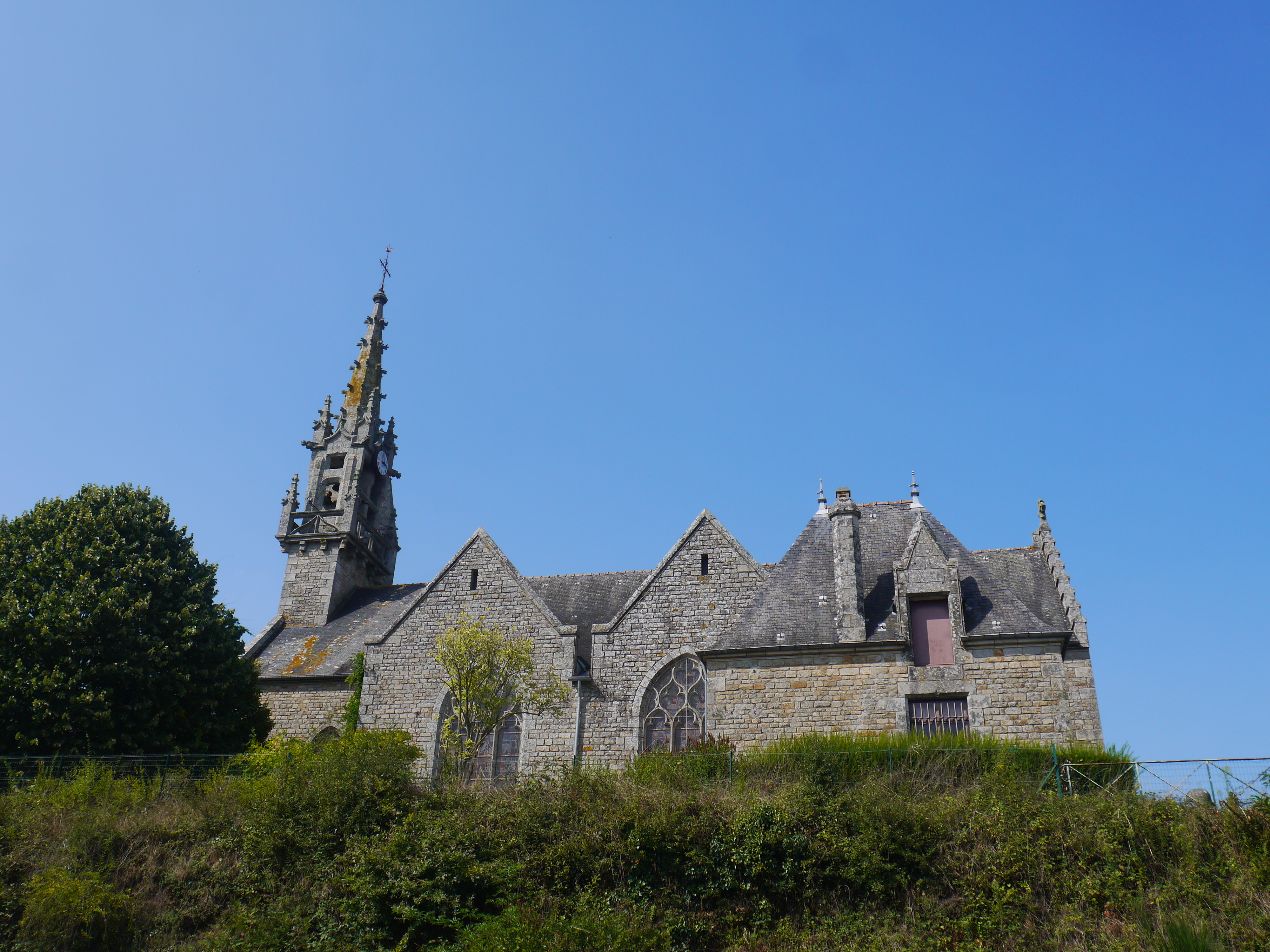
Église Saint-André : vue extérieure d'ensemble.
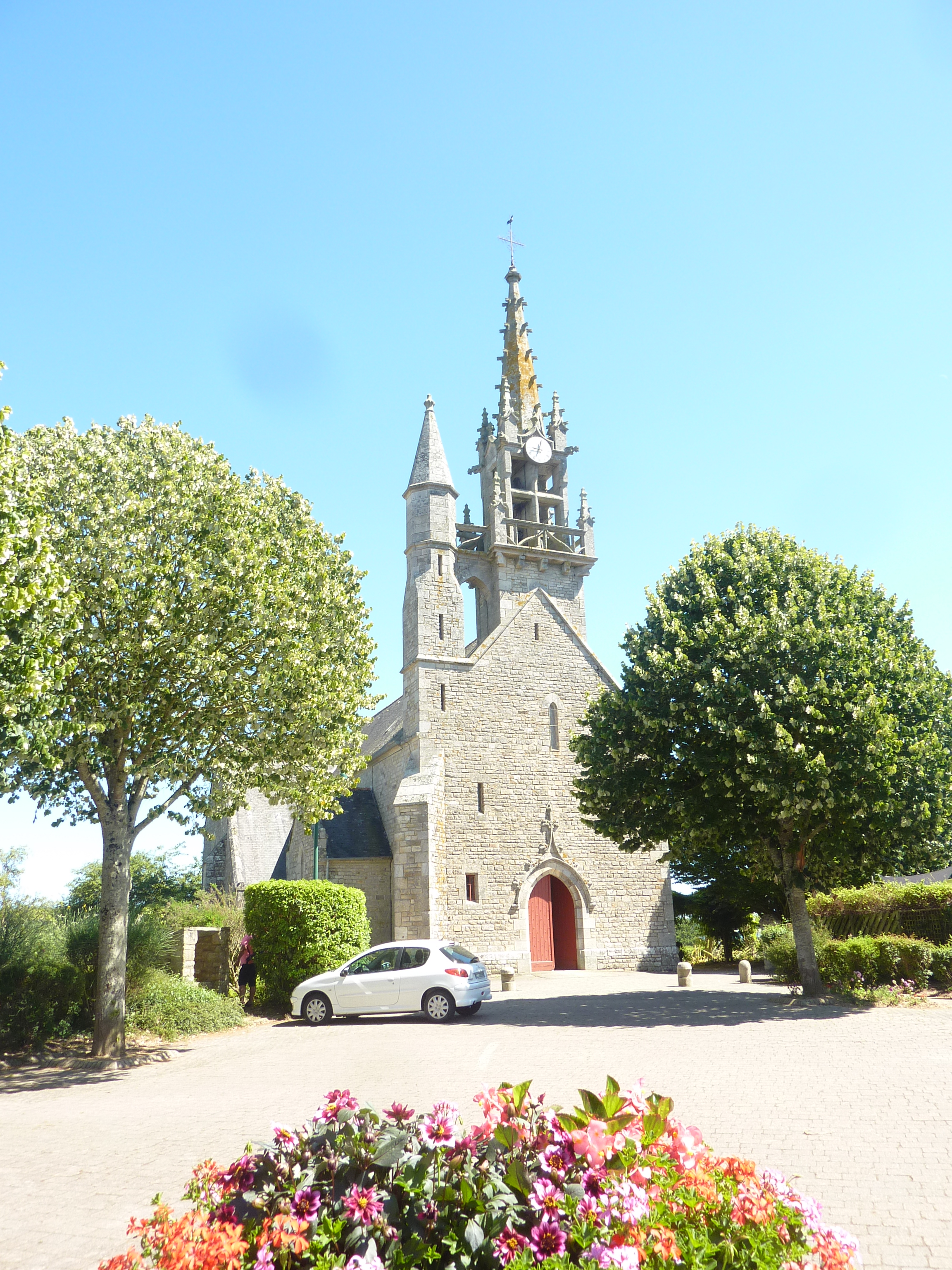
Église Saint-André :la façade.
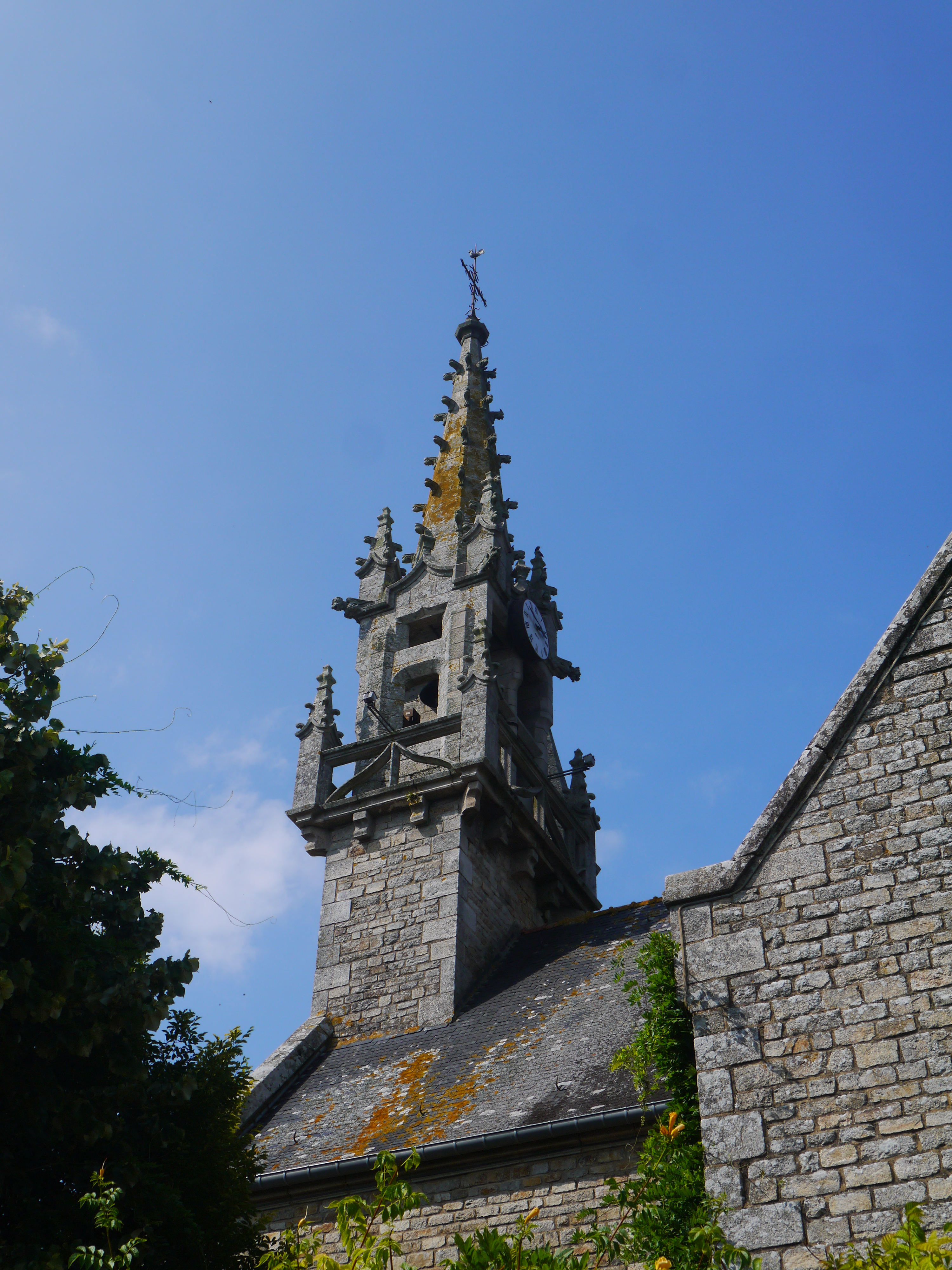
Église Saint-André : le clocher.
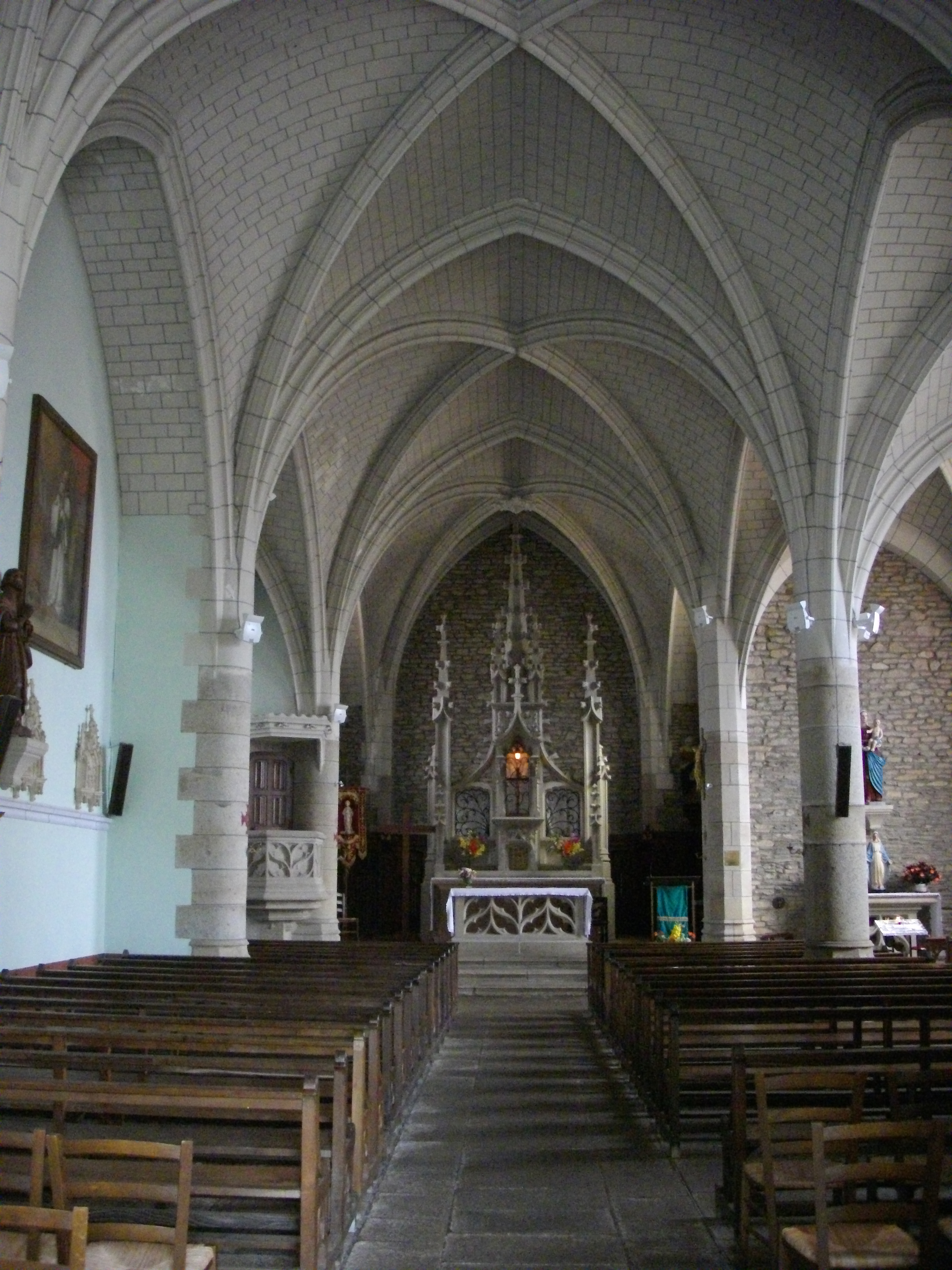
Église Saint-André : vue intérieure d'ensemble.
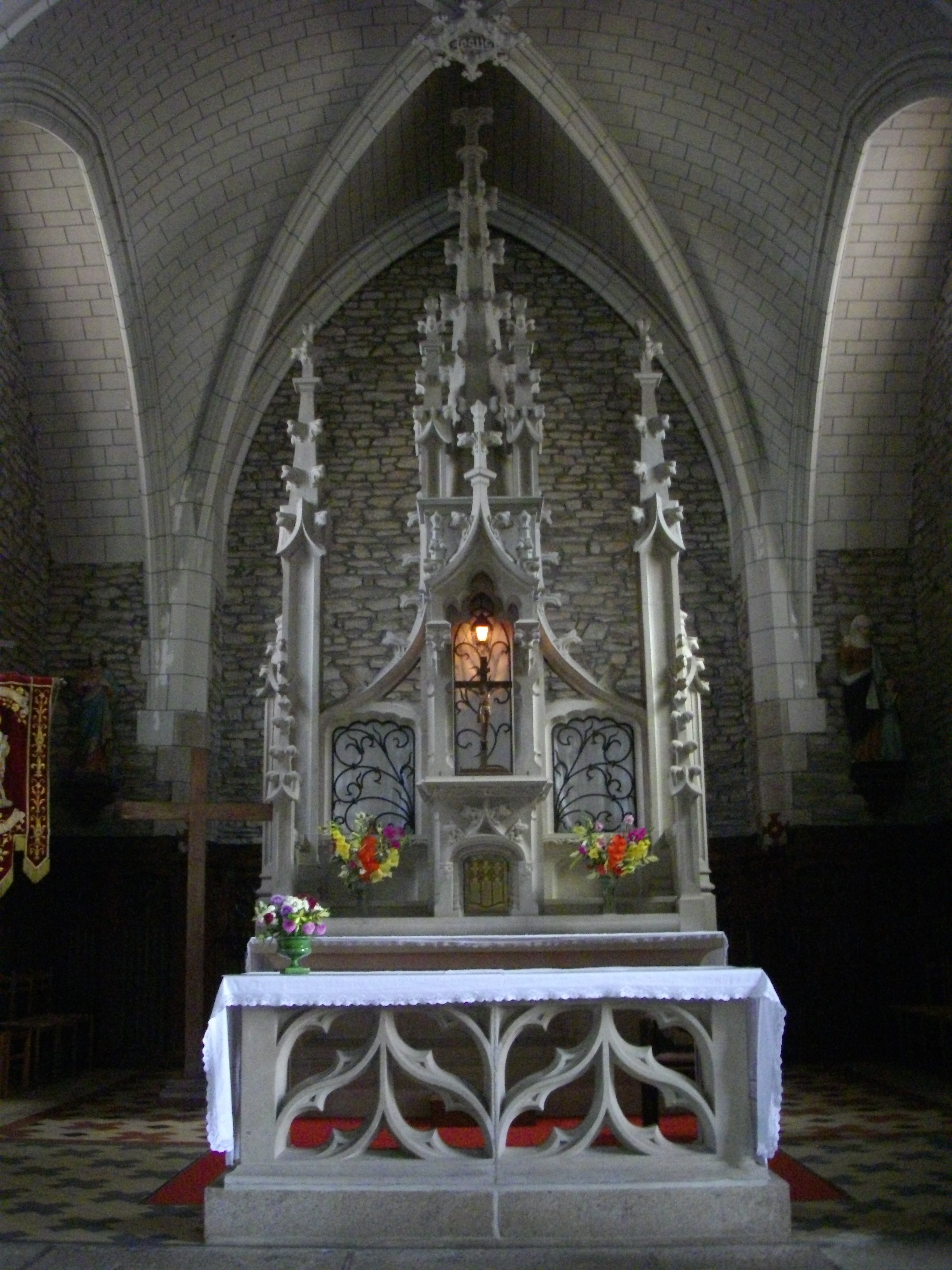
Église Saint-André : autel latéral.
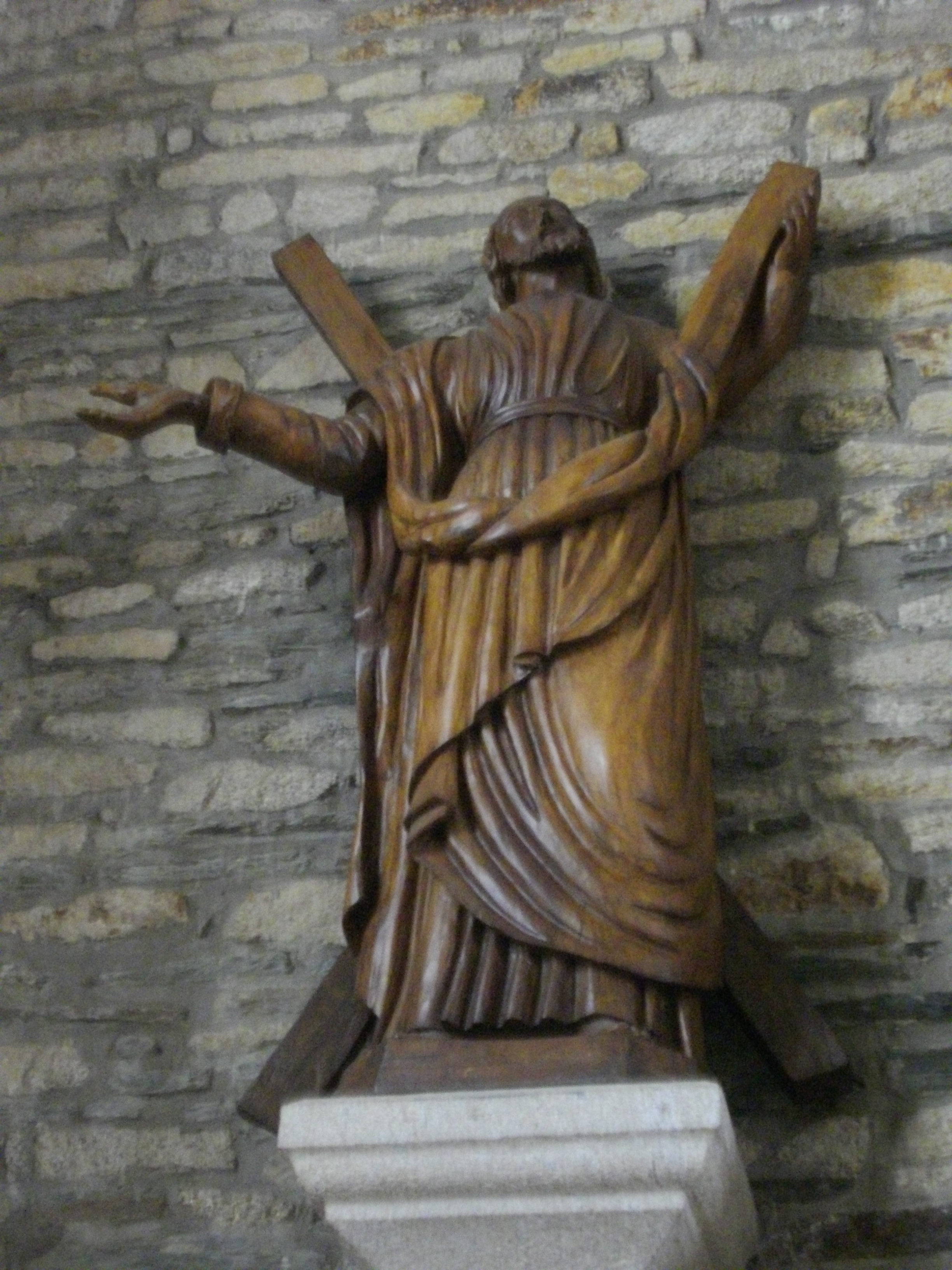
Église Saint-André : statue de saint André.
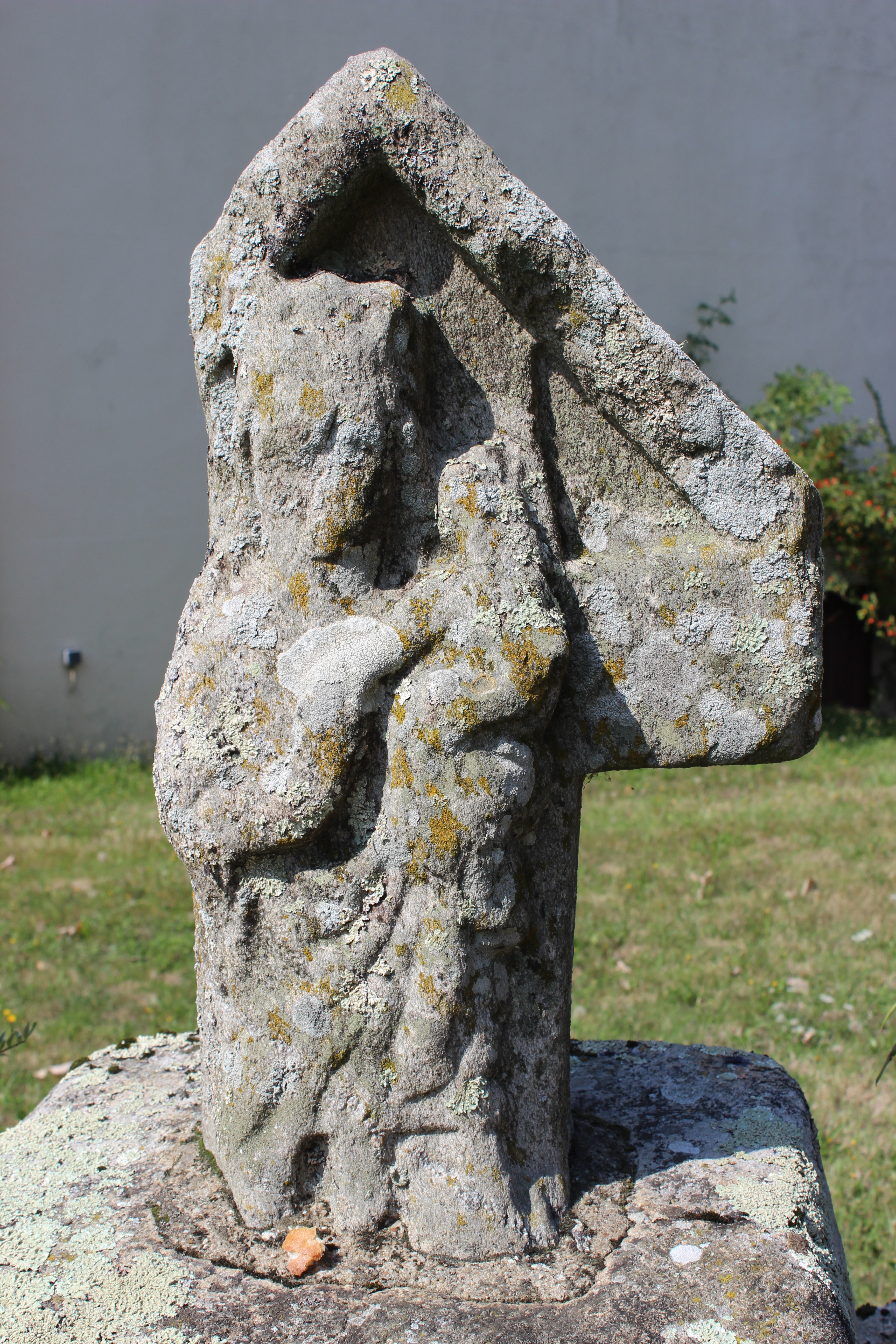
Fragment d'une statue de Vierge à l'Enfant placée près de l'église.

- le manoir de la Touche-Carné date des XV et XVIe siècle et a été restauré au XVIIe siècle ; il a été la propriété successive des familles Carné, Rogier et, au XIXe siècle Du Breuil de Pontbriand[42] ;

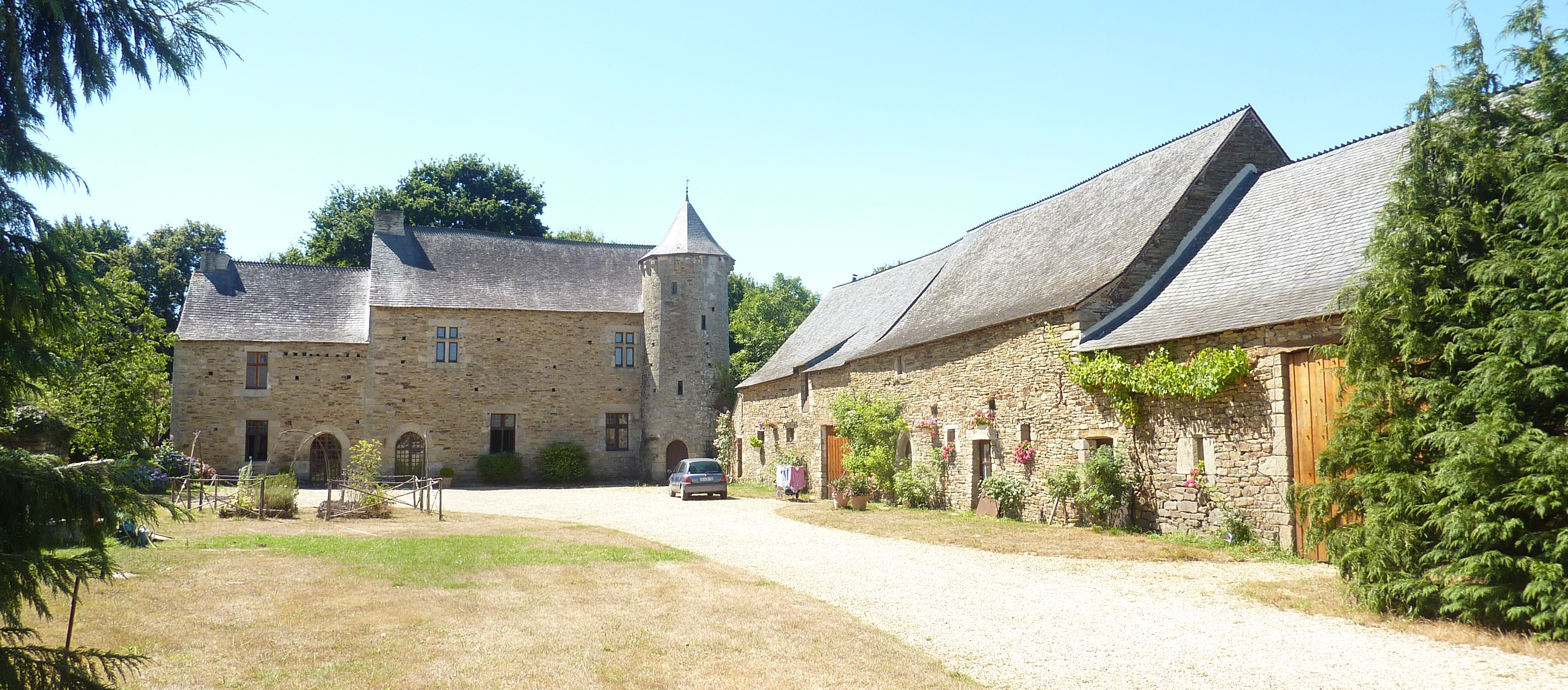
Manoir de la Touche-Carné : vue extérieure d'ensemble.
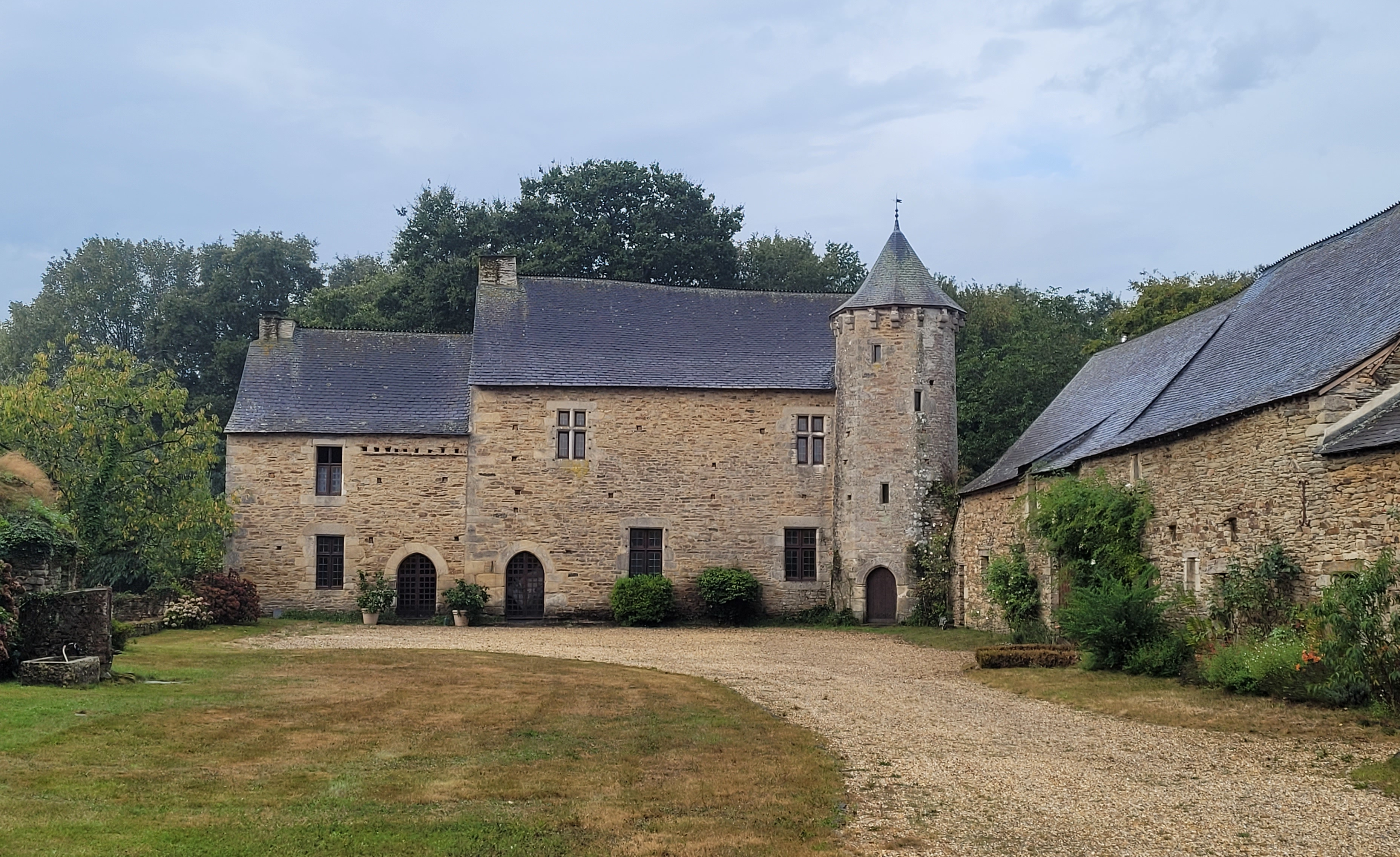
Manoir de la Touche-Carné : vue d'ensemble du manoir.
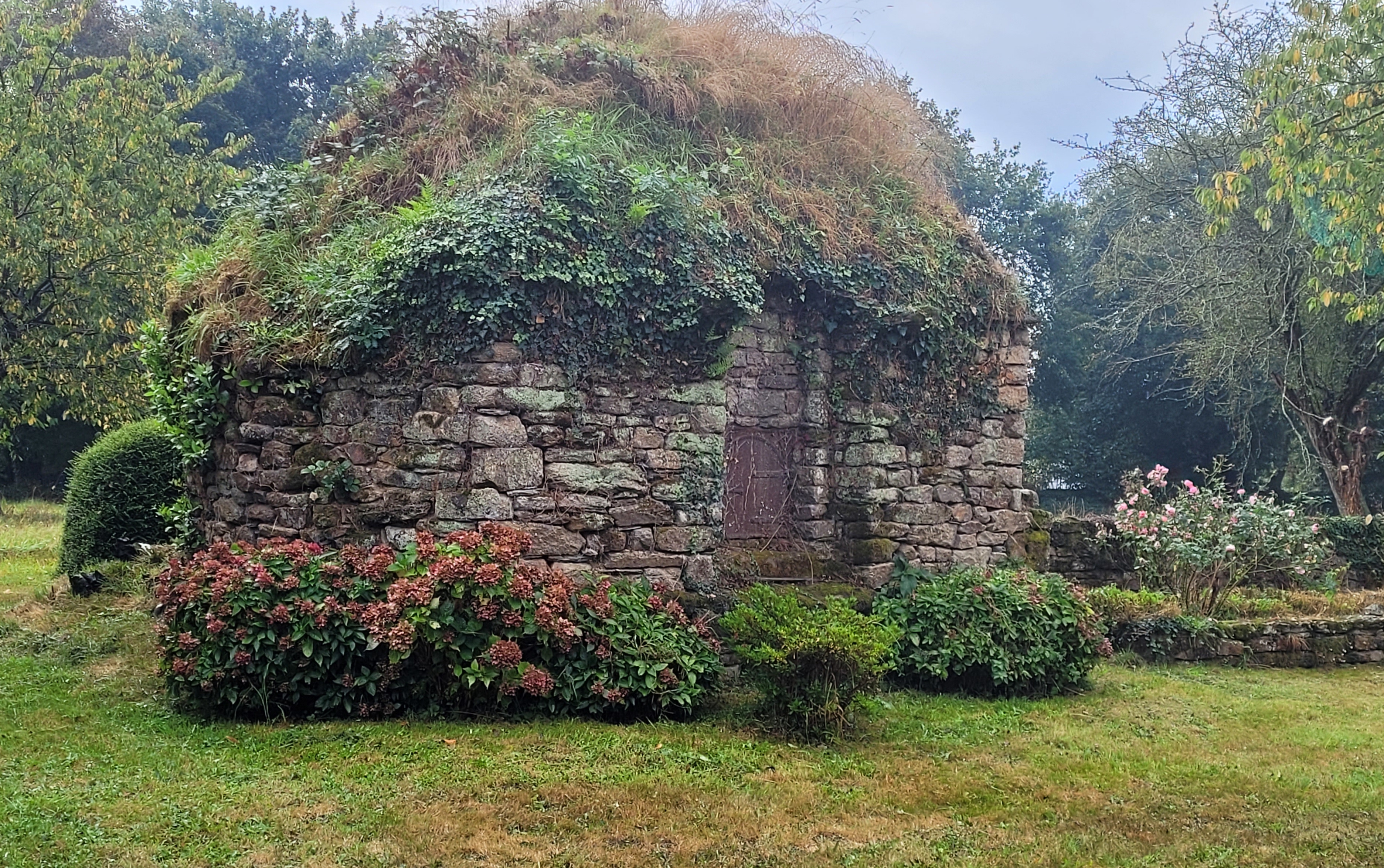
Manoir de la Touche-Carné : le four.

- le manoir du Val-Néant date des XVIIIe et XXe siècles (ancienne seigneurie disposant du droit de moyenne justice) ; il est inscrit à l'inventaire général du patrimoine culturel[43] ;
- le pont routier du Roc-Saint-André[44] ;
- L'Oust canalisé (Canal de Nantes à Brest), ses écluses et ses maisons éclusières : n° 28 : la Ville aux Fruglins[45] ;
- les anciennes mines d'étain de la Villeder.
- la croix de Léry (croix monolithe datant de 1705). Cette croix de chemin pourrait devoir son nom à saint Léry, qui aurait évangélisé la région, avant de finir ses jours vers l'an 660, dans un monastère qu'il avait fondé en forêt de Brocéliande.
- Plusieurs maisons et fermes[46] ;
- la "grotte de Lourdes".

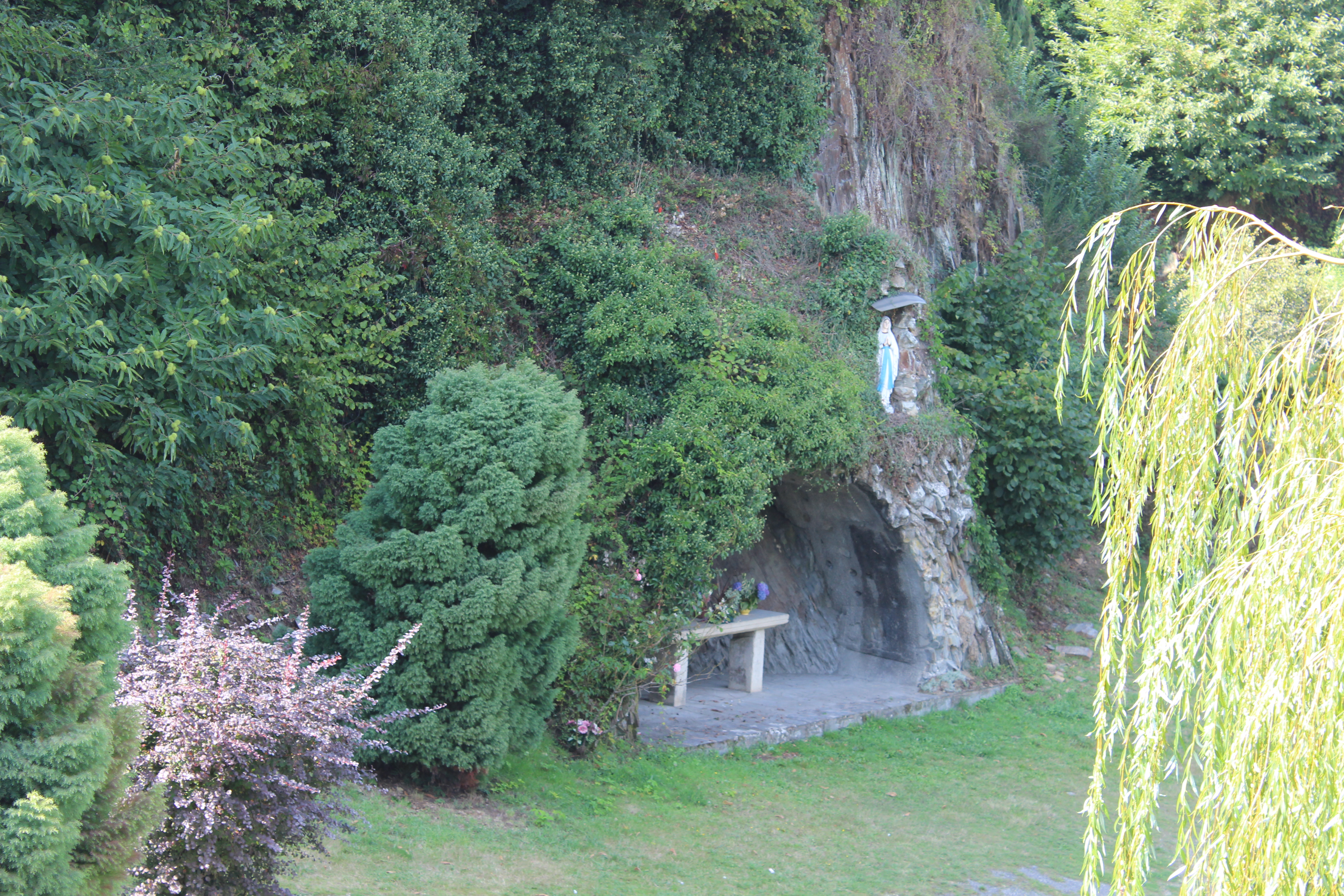
La "Grotte de Lourdes" imitée au Roc-Saint-André (vue générale).
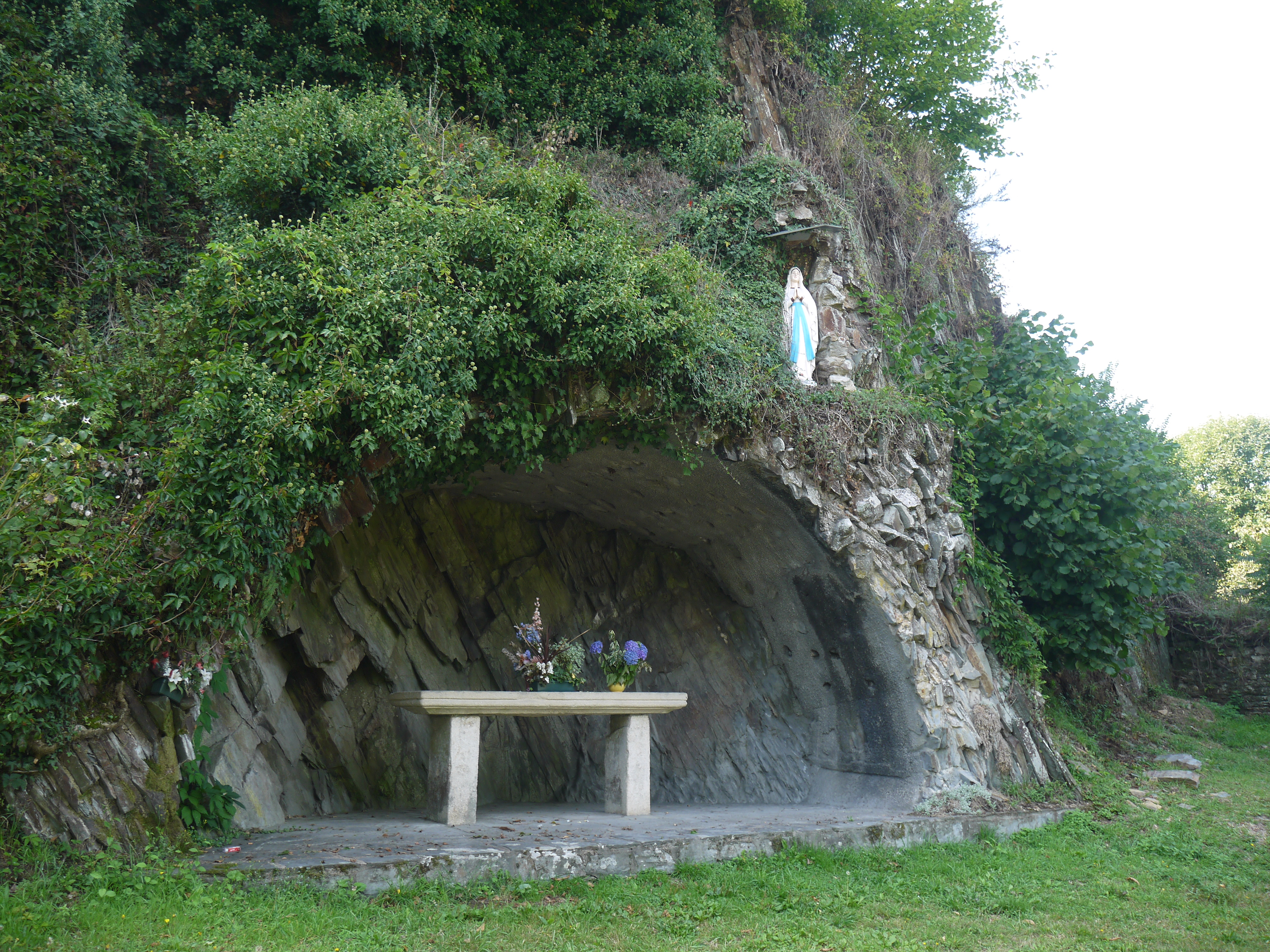
La "Grotte de Lourdes" imitée au Roc-Saint-André (vue rapprochée).
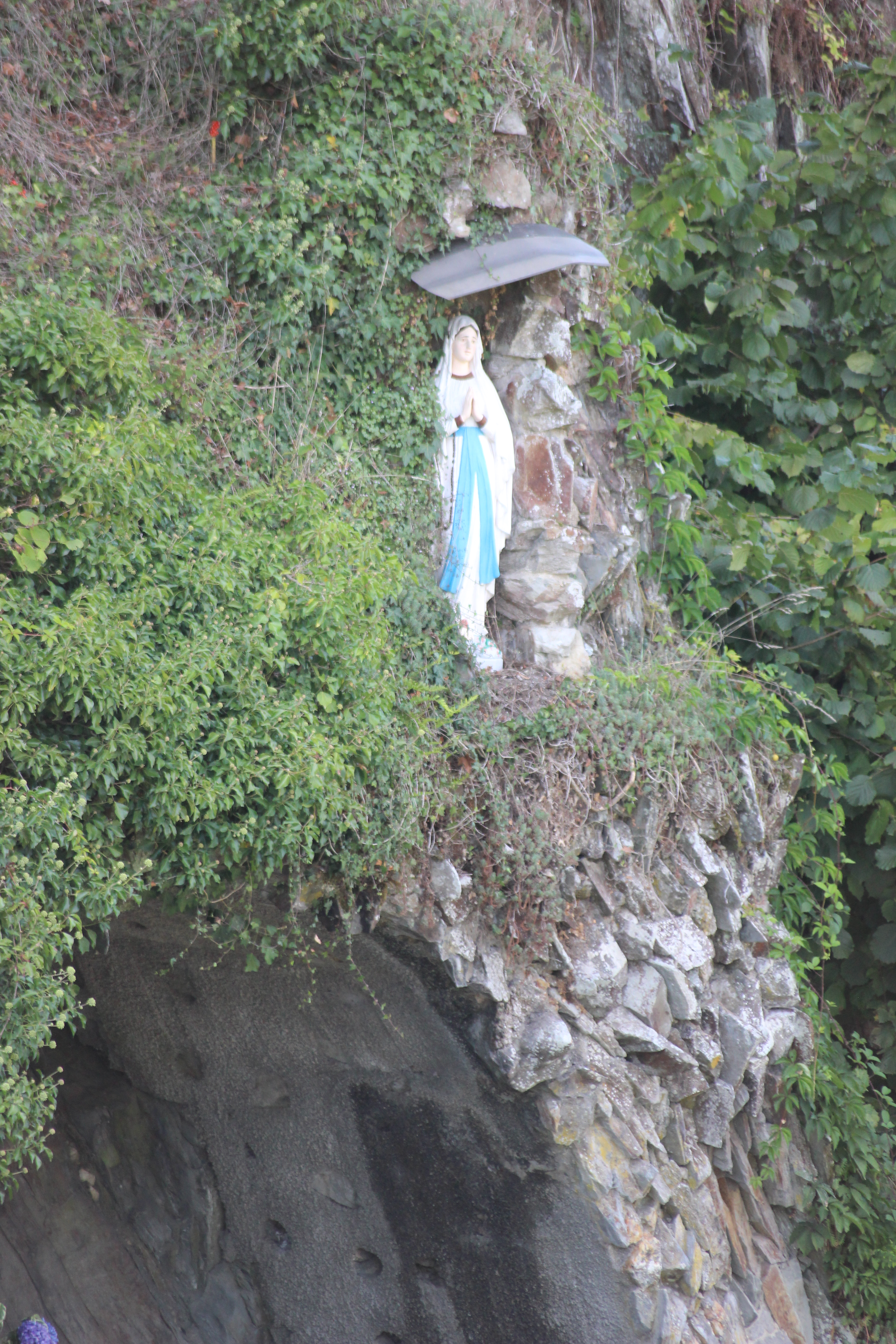
La "Grotte de Lourdes" imitée au Roc-Saint-André (détail).

## Personnalités liées à la commune
- Denise Josse-Elicot, résistante employée du bureau de poste du Roc-Saint-André.